# Pritzwalk
Pritzwalk ist eine Kleinstadt im Landkreis Prignitz im Nordwesten des Landes Brandenburg.

## Geographie
Durch die Stadt fließt die Dömnitz, ein Nebenfluss der Stepenitz.

## Stadtgliederung
Ortsteile
Alt Krüssow, Beveringen, Buchholz, Falkenhagen, Giesensdorf, Kemnitz, Mesendorf, Sadenbeck, Schönhagen, Seefeld, Steffenshagen, Wilmersdorf
Wohnplätze
Ausbau, Biesterholz, Birkenfelde, Bölzke, Eggersdorf, Hainholz, Hasenwinkel, Ilenpuhl, Kammermark, Kathfelder Mühle, Kiebitzberg, Könkendorf, Koppel, Kuckuck, Langhof, Mittelmühle, Neu Falkenhagen, Neu Kemnitz, Neu Krüssow, Neuhausen, Neuhof, Sarnow, Schönhagener Mühle, Streckenthin, Voßberg, Wegemühle

## Geschichte

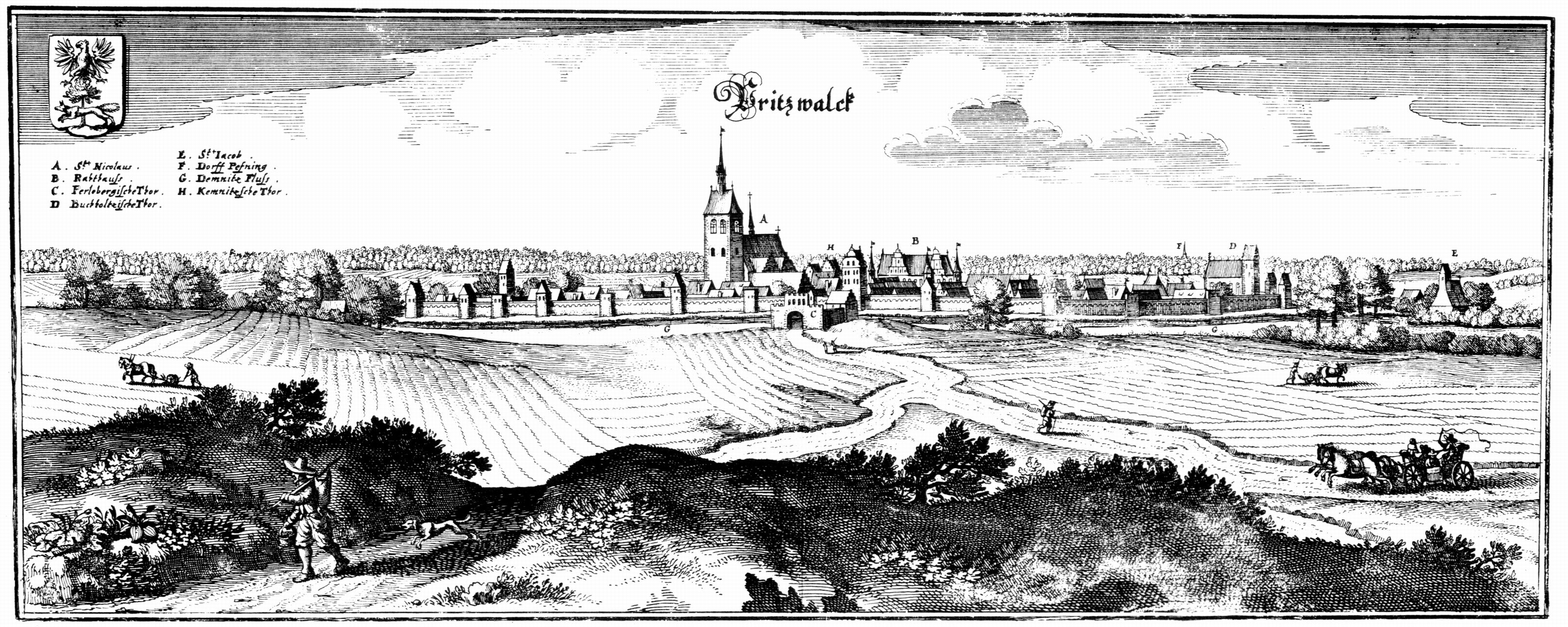
Pritzwalk um 1650

### Slawische Besiedlung der terrae Pritzwalk
Funde aus der Jungsteinzeit (3000 bis 1800 v. Chr.) deuten auf vorgeschichtliche Besiedlung zweier vorgermanischer Stämme (mit Groß-Steingräbern bzw. Einzelgräbern) hin. Germanische Stämme siedelten bis zur germanischen Völkerwanderung (4. bis 6. Jahrhundert) und danach slawische Stämme, insbesondere der Kleinstamm der Brizanen. Vor allem die schweren Böden der Grund- und Endmoränenlandschaft, die das Gesicht der terrae Pritzwalk prägen, führten zu einer geringen Besiedlungsdichte in slawischer Zeit. Die Missionierung der Slawen in der späteren terrae Pritzwalk erfolgte seit 948 durch das Bistum Havelberg, das dem Erzbistum Magdeburg unterstellt war. Das Gebiet zählte zur eher theoretisch als tatsächlich existierenden Nordmark. Im Ergebnis der deutsch-slawischen Kämpfe und schließlich des Wendenkreuzzuges im Jahr 1147 folgten deutsche Siedler nach, die von Lokatoren angeworben wurden. Der Widerstand war in dem politisch zersplitterten westlichen Lutizengebiet durch den Kreuzzug vollständig gebrochen, anders als nördlichen mecklenburgischen Abodritenland. Das spätere Pritzwalk lag an den Siedlungsrändern der nordwestlichen Linonen bei Lenzen und der südlicher siedelnden Brizanen um Havelberg und den östlicher lebenden Dossanen bei Wittstock. Die in der Prignitz ansässigen Häuptlinge waren umgekommen oder vertrieben. Die sehr dünne hörige slawische Unterschicht wurde tribut- und dienstpflichtig. Das Gebiet zwischen Elbe, Elde, Havel und Dosse, die heutige Prignitz wurde in elf Bezirke aufgegliedert – die sogenannten terrae – und von verschiedenen Herrschaftsträgern (die Edlen Gans, die Herren von Plotho, der Markgraf von Brandenburg und der Bischof von Havelberg) in Besitz genommen. Als Führer eines großen Gefolges tat sich das Adelsgeschlecht des aus der Altmark stammenden Familiengeschlechts „zu Gans“ bei der Eroberung der Prignitz hervor. Sie nahmen mehrere Terræ ein und verteilten das Land auf ihre Lehnsmänner. In ihren Ländern genossen die Herren zu Gans alle nutzbaren landesherrlichen Rechte. Sie konnten innerhalb ihrer Herrschaft beliebig über das Grundeigentum verfügen, es verleihen und vereignen, Städte, Klöster und Kirchen darauf gründen und damit bewidmen. Ein Johann Gans wurde 1180 in einer Urkunde als Baro, also Baron bezeichnet, der Beginn der Herrschaftsbildungen der Gans in der Prignitz wird auf 1150 zurückdatiert.

### Gründung eines Marktfleckens (oppidum)
Der Siedlungsplatz gehörte als Teil der terrae Pritzwalk zunächst zum Herrschaftsbereich des Adelsgeschlechts der Gans Edlen Herren zu Putlitz, die zugleich auch als mögliche adelige Gründer der Siedlung mittels einer vermuteten Befestigungsanlage genannt werden. Entsprechende Burghügel, in Form eines Kegelstumpfes, die aufgeschütteten Erdwällen entsprachen, gab in der ersten Besiedlungsphasen auch an anderen Orten in der Prignitz. Nach einem alten Lageplan aus dem Jahre 1727 lag die Befestigung im Nordwesten der Stadt an der Dömnitz in geringer Entfernung zum Kietz. Die alternative und wahrscheinlichere Gründungsgeschichte bildet die namen- und schriftenlose Entstehung der Siedlung durch deutsche Fernhändler, vornehmlich aus der Altmark, dem Stammland der adeligen Gänse, die sich hier an einer Handelskreuzung niederließen und einen Stapel- und Marktplatz begründeten. Die erste Ansiedlung erfolgte vermutlich einiges vor 1200 im ausgehenden 12. Jahrhundert. Zunächst entstand die erste Kaufleutesiedlung an der Nordseite der Grünstraße, also die nördliche Parallelstraße zur Marktstraße. Der Länge des Straßenabschnitts nach zu urteilen könnte es sich hierbei um rund 20 Gehöfte gehandelt haben. Die Grünstraße war die eigentliche ost-westliche Fernhandelsrute, auch wenn später das Perleberger Tor im westlichen Stadteingang südlich zur Marktstraße hin versetzt wurde und die Grünstraße damit in ihrer zentralen innerstädtischen Verkehrsfunktion beschränkt wurde. Die deutsche Siedlung entwickelte sich an einem Bestehenden, älteren slawischen Siedlungsplatz am Flüsschen Dömnitz. Mit Trinkwasser und hoher Fließgeschwindigkeit bot die Dömnitz einen günstigen Standort für eine Siedlungsgründung. Augenscheinlich wurde hier bewusst die Nähe zu der slawischen Siedlung gesucht. Es kann nach dem Auftreten von slawischen Siedlungsfunden nicht geschlossen werden, dass die slawische Siedlungsstelle zum Zeitpunkt der Siedlungsgründung noch existierte. Wahrscheinlich gaben dabei neben der Wasserversorgung auch die Nutzung des schon vorhandenen Offenlandes, sowie die verkehrsgünstige Lage den Ausschlag. Der Ortsname Pritzwalk ist zweifelsfrei slawischen Ursprungs, wenn auch seine Bedeutung umstritten ist.
Für die Gründung durch Adelige spricht die verbreitete These einer frühen Burggründung, ähnlich wie die Gänseburg im benachbarten Perleberg. Allerdings konnten bisher keine archäologischen Nachweise weder einer slawischen noch einer deutschen Burggründung gefunden werden, so dass die Möglichkeit einer allmählichen Ansiedlung neuer Siedler an der Wegkreuzung zweier Handelsrouten zurzeit eher in Betracht gezogen wird. Die in der geografischen Mitte der Terrae Pritzwalk gelegene Neusiedlung erfüllte damit die Funktion eines zentralen Marktortes für die umgebenden Siedlungen und Dorfneugründungen. Die Ursprünge der deutschen Stadt werden um das Jahr 1200 datiert. Ein Bauholz vom Grundstück Am Markt 1, dessen Holz um 1206 geschlagen wurde, liefert den frühesten Nachweis für den Ausbau der Stadt. Kurze Zeit später erfolgte die Befestigung einiger Straßen mit Bohlen- und Knüppeldämmen, so um 1225 in der Marktstraße. Im Zentrum des Ortes befanden sich hölzerne Stabbohlenbauten und traufständig, nebst Fachwerkgebäuden mit Lehmfußboden und Strohdach. Der Markt ist in seiner Breite typologisch als klassischer Straßenmarkt ausgebildet. Der ursprüngliche Siedlungsgrundriss des frühen Marktfleckens mag ein Zweistraßensystem gewesen sein, das sehr bald im 13. oder frühen 14. Jahrhundert im Norden und im Süden erweitert wurde. Die Anlage eines Wasserleitungsnetzes in den Straßen und wohl auch in der Marktstraße erfolgte ab 1239.
Für die Zeit um 1200 herrschte noch ein relatives Gleichgewicht zwischen den adeligen Herrschaften in der Prignitz, darunter auch die askanischen Markgrafen.
Die kleinen unabhängigen Adelsherrschaften in der Prignitz bestanden nicht lange. Die Familie Gans zu Putlitz verlor ihre ursprüngliche Territorialhoheit über ausgedehnte Gebiete der Prignitz zu Beginn des 13. Jahrhunderts zugunsten der Markgrafen von Brandenburg. Diese strebten in der Prignitz und auch im Nordosten der Mark nach Ausdehnung ihrer landesherrlichen Gewalt. Die markgräflichen Positionen in der Prignitz waren in der zweiten Hälfte des 12. Jahrhunderts nicht die stärksten. Lediglich in Stadt und Terrae Havelberg hatten sie Fuß gefasst. Infolge dieser Entwicklung sowie der Ergebnisse der brandenburgisch-dänischen Kämpfe von 1214 um die Vorherrschaft im Ostseeraum geriet Johann Gans (damals Senior des Geschlechts) zwischen die Fronten der großen Mächte und suchte das Weiterbestehen seiner Herrschaft durch ein Bündnis mit Dänemark zu sichern. Er verlor im Ergebnis dieses Krieges die terrae Pritzwalk und weitere Territorien an Markgraf Albrecht II. von Brandenburg. Pritzwalk war damit seit etwa 1214 Teil der Mark Brandenburg und somit Teil des Heiligen Römischen Reiches. Der Pritzwalker Raum wurde fortan zentrale Herrschaftsbasis der Markgrafen. Im Unterschied zu anderen Räumen der Prignitz waren große Teile dieses Gebietes frei von slawischer Besiedlung und trug fruchtbare Böden. Die Rodung der größtenteils bewaldeten Fläche und die planvolle Aufsiedlung der terrae Pritzwalk erfolgte vermehrt unter den Markgrafen von Brandenburg. Im Unterschied zu ihren Konkurrenten gelang es den Markgrafen, die unbesiedelten Grundmoränenflächen aufzusiedeln. Nördlich von Pritzwalk auf dem Gebiet der Terrae Pritzwalk entstanden viele neue Dörfer in Folge der Rodungen, von denen viele die Namensendung -hagen (für Rodungsdorf) im Ortsnamen tragen. Geistlicher und integrativer Mittelpunkt der terrae Pritzwalk als auch der Stadt Pritzwalk wurde das 1280 gegründete Kloster Heiligengrabe, womit der Landesausbau nach den modernsten Formen des 13. Jahrhunderts durch die Markgrafen ihren Abschluss fand.
Das Patronatsrecht über die 1230 begonnene noch hölzerne Pritzwalker Vorgängerkirche, also das Recht, die Pfarrer zu präsentieren und zu konfirmieren, ging ab 1436 von der Domina und dem Kapitel des Klosters zu Heiligengrabe aus. Das Kloster erhielt das Patronat vom Landesherren als Stadtherr. Im Spätmittelalter kam es vielerorts in Brandenburg zu gleichlautenden Rechtsabtretungen.

### Umgründung zur Rechtsstadt
Zunächst hatte der neue Ort den Status einer Siedlung mit der möglichen Anwartschaft zur Aufwertung als Stadt, in der ihre Bürgerschaft ihre Angelegenheiten durch die aus ihren Reihen hervorgegangenen Organe, vorrangig den Rat, selbst regelte. Die Rechtsstadt galt als die damals modernste und hochentwickeltste Siedlungsform, die in großer Zahl zu der Zeit in dem neu besiedelten Gebiet östlich der Elbe gegründet wurden.
Mit der festen Ansässigkeit von Fernhandelskaufleuten und Gewerbetreibenden entstanden allmählich städtische Rechtsverhältnisse. Die Marktgemeinde Pritzwalk übte bereits vor 1256 durch eine Privilegierung des damaligen Stadtherren oder durch angestammten Gebrauch Seehausener Recht. Am 23. Juli 1256 stellen die Markgrafenbrüder Johann und Otto in Sandau auf Antrag der Bürger eine Urkunde aus, die Prytzwalck zur civitas – also Stadt – machte und das Recht Seehausens aus der Altmark bestätigte. Der Akt markierte zugleich die erste urkundliche Erwähnung der Siedlung unter dem Namen Prizwalk. Nebst der Stadt- und Marktrechte wurden in der Urkunde durch die Hofnotare Heinrich und Johannes im Namen der Markgrafen von Brandenburg, Johannes und Otto, den Pritzwalkern Bürgerrechte als ein Kernstück städtischen Daseins, zugebilligt. Die urkundlichen Fixierungen der Stadtrechtsbestimmungen spiegelten die Zustände, die bereits seit einiger Zeit in Übung befindlich gewesen sind. Es ergaben sich für alle Bürger Pritzwalks ein gleicher Rechtsstand unter den Bestimmungen des Stadtrechts. Bestimmte Fragen und Bereiche ihres Lebens regelten die Pritzwalker fortan eigenverantwortlich, zum Beispiel das Erbrecht, die gleichberechtigte Stellung der Frau oder die für alle gleichermaßen geltende einfache Gerichtsbarkeit.
Die oberste Gerichtsbarkeit oblag anfangs dem Markgrafen, der diese für gewöhnlich einem Vogt oder Stadtschulzen übertrug. Dieser sprach gemeinsam mit den aus der Bürgerschaft berufenen „Schöppen“ Recht. Die Exemtion vom ländlichen Voigtsgericht über die alleinige Ausübung der Hochgerichtsbarkeit durch den nach Möglichkeit allein vom Rat zu bestimmenden Stadtrichter wurden wichtige Konstanten Pritzwalker Stadtpolitik. Für die Pritzwalker galt fortan der Grundsatz, dass kein Bürger außerhalb der Stadt vor ein Gericht gezogen werden konnte, bevor er nicht vor dem Stadtrichter gestanden hatte. Das „peinliche Gericht“ oder der Strafvollzug fand zwischen der sogenannten Kuhtrift und der Straße nach Putlitz, auf Höhe des späteren Holzhofes statt. Die Pritzwalker Bürgerschaft hatte auch die Pflicht, die Wall- und Wehranlage zu schützen.
Es etablierten sich Selbstverwaltungseinrichtungen wie den Rat, einen ständigen Markt als Zentrum der Stadt mit Verkaufseinrichtungen und Gebäuden für kommunale Zwecke. Arbeitsteilige Produktion entfaltete sich. Die Ratsherrschaft als Form der städtischen Selbstregierung und Selbstverwaltung in Vereinbarung mit dem Stadtherrn sowie mit dem Erwerb des städtischen Grund und Bodens und wichtiger städtischen Abgaben durch Bürgerschaft und Rat etablierten die Grundpfeiler der sich entwickelnden kommunalen Autonomie.
Durch die markgräfliche Förderung erfuhren viele andere brandenburgische Städte nebst Pritzwalk im 13. Jahrhundert ein vergleichsweise starkes Wachstum. Wohlstand entstand auf Basis des Exports der vor Ort produzierten Rohstoffe in die etablierten Großhandelszentren des Nordens. Pritzwalk gehörte zu den Städten der zweiten Gründungswelle. Sie schlossen schnell zu den bereits entwickelten städtischen Zentren wie Stendal oder Tangermünde auf. Die Städte entwickelten sich weiter zu politischen Machtfaktoren im Land. Das städtische Selbstbewusstsein wuchs auch in Pritzwalk. Es entwickelte sich eine voll ausgebildete Ratsverfassung, die eine Selbstverwaltung und die Möglichkeit eigener Statuten einschloss. Die Rechte hierzu erhielten sie sukzessive aus der Hand der Markgrafen übertragen. Diese Bereiche umfassten Hoheitsrechte wie Marktgerechtigkeiten, Zölle, Mühlengerechtigkeiten, Geleitrechte, Brückengelder, Befestigungsrechte, Wehrhoheit.

### Mittelalterliche Stadterweiterungen
Die nächste siedlungsbauliche Expansion umfasste das Gebiet zwischen Havelberger Straße im Westen, Marktstraße im Süden und Dömnitz im Norden. Im Osten dürfte der Abschluss irgendwo jenseits der beiden kleinen Nord-Südgassen gelegen haben. Äußerste Grenze nach Osten ist Burggasse 10. Die spätere Marktstraße war zu diesem Zeitpunkt, wie ein archäologischer Befund von 2001 nahelegt, noch Acker. Zwischen Kemnitzer Tor im Osten und Perleberger Tor im Westen verläuft die Marktstraße mit dem Pritzwalker Marktplatz. Die Marktstraße wurde als breite Magistrale angelegt, die den Händlern mit ihren Fuhrwerken ausreichend Platz bot und durch mehrere Brunnen auch die Wasserversorgung der Pferde und des Viehs ermöglichte. Die vergleichsweise Enge des Marktplatzes lässt vermuten, dass die Marktstraße selbst weiter als Ort des Handels und des Warenstapels genutzt wurde.
Im Zuge des Ausbaus der Siedlung entstand allmählich als Vergrößerung der zentralen Straßenkreuzung (Markt- und Schäferstraße) ein rechteckiger Marktplatz mit dem Rathaus. Bis 1256 war die planmäßig erweiterte bebaute Stadtfläche auf 19 Hektar angewachsen. Der Lokator der Stadtumgründung von 1256 muss Beziehungen zu den askanischen Stammlanden gehabt haben. Pritzwalk war die einzige askanische Stadtgründung der Prignitz, inmitten von Gründungen der Edlen Gans oder des Havelberger Bischofs. Aus jenen Stammländern um Aschersleben warb dieser Lokator dringend benötigte Siedler an. Es wurde zeitgleich mit dem Bau der Stadtkirche St. Nikolai begonnen. Im Zentrum der Siedlungsanlage befanden sich am Marktplatz das Rat- und Kaufhaus sowie seit 1230 nachweisbar die Feldsteinkirche mit angeschlossener Schule. Bereits 1278 musste die Kirche erweitert werden. Umfasst von einer zunächst einfacheren geschlossenen Wehranlage und erschlossen durch die Straßen, bildeten die einzelnen Hausstellen bebaute Grundstücksblöcke der Marktsiedlung. Pritzwalk erhielt als Folge der Stadtwidmung eine Neustadt, die nicht rechtlich verselbständigt wurde, sondern von Kirche und Rathaus in der Altstadt abhing. Das neue Stadtgebiet umfasste als regelmäßig geplantes Stadtviertel die südlich der Marktstraße zwischen Havelberger Straße im Westen und der Wallstraße im Osten gelegenen Areale.
In der heutigen Grünstraße, die nördlich der Marktstraße auch an der Nicolaikirche verlaufende Ost-West-Verbindungsstraße befand sich die alte Fernstraße. Bei der Herstellung der Planstadt nach Westen wurde sie bewusst gekappt, indem man das Perleberger Tor nach Süden, auf die Höhe der Marktstraße, verschob.
Eine möglicherweise zweite, kaum spätere Erweiterung der Stadt im Spätmittelalter führte im Norden zur Anlegung der sogenannten Neustadt, einem nur wenige Meter breiten, kleinem Gebiet zwischen dem Mühlenarm der Dömnitz und der Stadtmauer. Der reguliert wirkende Stadtgrundriss in Pritzwalk ist mittelalterlichen Ursprungs, da bisherige archäologische Untersuchungen keine Hinweise auf wesentliche Veränderungen des modernen Straßennetzes gegenüber dem mittelalterlichen Verlauf ergeben haben.

### Entwicklung zur Handels- und Hansestadt

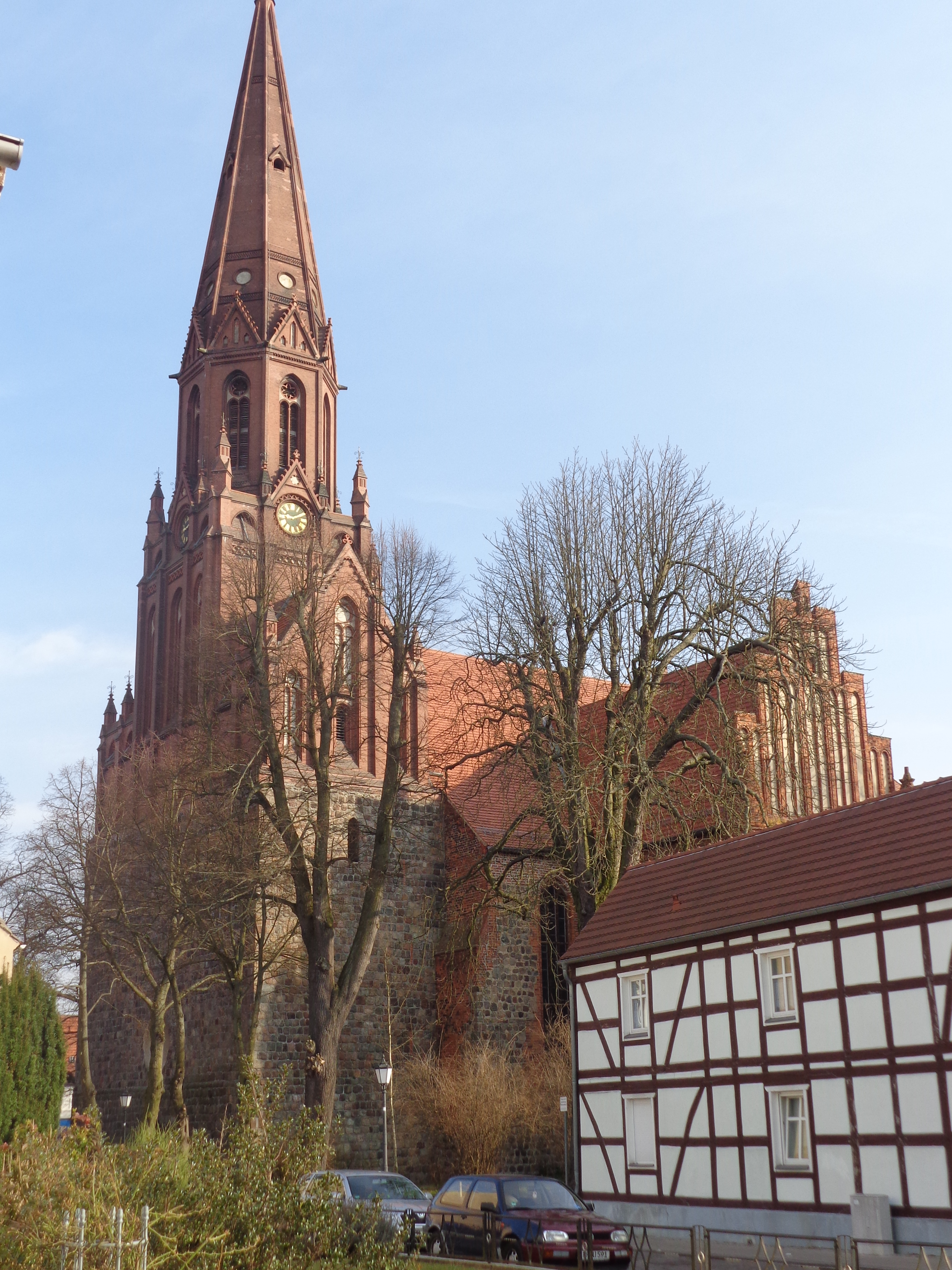
Pfarrkirche St. Nikolai

Händler weihten häufig ihre Kirchen dem heiligen Nikolaus. Das Patronat des St. Nikolaus lässt daher auf eine frühe Kaufmannssiedlung an der alten Handelsstraße zur Ostsee (Wittenberge–Stettin) an einer Nord-Süd-Verbindung zu Mecklenburg schließen. Der Weg über Parchim und Meyenburg nördlich Pritzwalks verband Pritzwalk mit dem Ostseeraum. Die andere ost-westliche Handelsstraßenquerung verband die früheren slawischen Herrschaftszentren Wittstock und Lenzen und scheint in Pritzwalk die Dömnitz gequert zu haben. Über Lenzen fanden die Fernhändler Anschluss an die Elbe und den Nordseeraum. Diese Ost-West-Verbindung war die dominantere der beiden Routen und prägte auch die stadtmorphologische Gestaltung nachhaltig.
Woll- und Leinenstoffe, Getreide, Holz und Vieh waren die Handelsgüter in der frühen Phase der Stadtentwicklung. Bereits in der Stadtrechtsurkunde von 1256 war eine „Fraternitas mercatorum“ (Kaufmanns-Bruderschaft) erwähnt. Sie trieb regen Fernhandel vor allem auch mit den Hansestädten an Nord- und Ostsee. Die Träger des Fernhandels bildeten bald die städtische Führungsschicht. 1288 wurden die ersten Handelsbeziehungen mit Hamburg belegt. 1359 hatte Rostock Pritzwalk zu einem allgemeinen Hansetag nach Lübeck eingeladen. Pritzwalk wurde Mitglied der Hanse und kreisfreie Stadt (Immediatstadt) mit weit reichender Selbstverwaltung, mit Bündnisrechten und der hohen Gerichtshoheit. Zur verstärkten Orientierung an den Städtebund der Hanse kam es in der zweiten Hälfte des 14. Jahrhunderts, weil das Ansehen der Markgrafen in Folge des Interregnums in der Mark Brandenburg stark gesunken war und es verdichtete und gewachsene Beziehungsnetzwerke in den nordeuropäischen Wirtschaftsraum gab, die maßgeblich die Wirtschaftsstrukturen Pritzwalks ausrichteten.
Pritzwalk entwickelte sich zu einem Knotenpunkt der Handelswege und erhielt 1364 das markgräfliche Zollprivileg. Dieses ermöglichte die Erhebung eines Wagen- und Wegezolls zur Unterhaltung der Verkehrswege. Der brandenburgische Markgraf bestätigte den Bürgern Pritzwalks ebenso zollfreien Handel in allen markgräflichen Hoheitsgebieten. Darüber hinaus erhielten die Pritzwalker Zollfreiheit in Lübeck. Eingeführt wurden feine Tuche, Lüneburger Salz, Heringe, Hopfen und Metalle, aber auch Luxusgüter, wie Wein und Gewürze waren örtliche Nachfrageprodukte. Vom damaligen Wohlstand zeugt bis heute der bedeutende Pritzwalker Silberfund.

### Städtebund und politisch-administrative Raumbildung
Mit der sich seit Ende des 13. Jahrhunderts abzeichnenden Herausbildung der Stände als landschaftliche Interessengemeinschaften bildete auch der Stand der Städte zunächst in den kleineren terrae Gebietskorporationen mit jeweils einer Stadt als Zentrum. Sie waren lange Zeit die Aktionsorte und Ansprechpartner der Kurfürsten, zum Beispiel anlässlich der Huldigung eines neuen Landesherren, verknüpft mit dessen Bestätigung der städtischen Privilegien, Freiheiten und Rechte im Gegenzug.
Das Zentrum der Landesherrschaft blieb bis zum Barock räumlich stärker in Bewegung, bedingt durch die Reiseherrschaft, sodass periphere Räume, zu der die Prignitz und auch Pritzwalk gehört, sich erst nach der Sesshaftwerdung des Fürsten räumlich ordnete und auf ein Zentrum, der Berliner Residenzlandschaft zu orientierte. Diese Unordnung und geringe Zentrumsfixierung beförderte lange Zeit die Bildung von regionalen Partikularismus als auch die Bildung von Städtebünden. Der im Spätmittelalter häufige Herrschaftswechsel einschließlich der Pfandherrschaften verhinderte interaktive Bindungen. Loyalität war flexibel.
Der Landesherr war für Pritzwalk der oberste Gerichtsherr, Lehnsherr und Obereigentümer des Grund und Bodens, als auch der Stadtherr. Die Schwäche und Instabilität der Landesherrschaft im Spätmittelalter, Kriege, Fehden und Raubrittertum zwangen die örtlichen Stadtgremien zur Selbsthilfe und selbst bestimmten Widerstand.
Das Maß der städtischen Autonomie war im Laufe der Jahrhunderte vielfachem Wandel unterlegen. Der markgräfliche und kurfürstliche Landesherr griff stärker oder schwächer in die städtischen Verhältnisse ein und unterwarf sie seinen Vorgaben. Die städtische Existenz Pritzwalks wurde damals und auch später nie in Frage gestellt. Die Stadt und ihre Bürgerschaft haben dabei stets durch eine Politik zur Selbstbehauptung ihre verfassungsrechtlichen, wirtschaftlichen und sozialen Lebensweisen in Anpassung an die Umstände der jeweiligen Epoche zu wahren gesucht.
Die Markgrafen waren mit einer starker Konkurrenz im Ausbau ihrer Herrschaft konfrontiert, so dass sich Freiräume für die Städte eröffneten. In Pritzwalk scheint eine derartige Situation besonders deutlich zu sein. Im Streben nach Selbständigkeit waren die Städte in der Prignitz aufgrund vergleichsweise früher städtischer Entwicklung im Vorteil gegenüber anderen brandenburgischen Städten, die ihre Gründung als Rechtsstadt den erstarkenden Landesherren selbst verdankten. Folglich emanzipierten sich die Städte der Prignitz und darunter Pritzwalk früh von der Herrschaft ihrer Stadtherren.
In dem Zusammenhang weitgehend autonomen außenpolitischen Agierens gründete sich 1325, möglicherweise mit einem Vorläufer 1321, der Prignitzer Städtebund zwischen Kyritz, Pritzwalk, Havelberg, Freyenstein, Meyenburg, Perleberg und einem Teil der in der Umgebung gesessenen Ritterschaft. Der Vertrag hatte die Aufrechterhaltung des Landfriedens und der städtischen Sicherheit als erklärtes Ziel. Die Vertragspartner versprachen einander Unterstützung bei der Verteidigung ihrer Rechte und gegen Verbrecher und Friedensbrecher. Dieser Bund wurde noch 1437 und 1459 erneuert. Damals allerdings nur noch mit markgräflicher Erlaubnis. In diesem Bund hatte Perleberg die Führung inne. Im Zuge der Wirren um den Falschen Woldemar, des Ansturms der Zünfte auf die Stadtregierung folgte die Phase der größten kommunalen Autonomie der Städte in der Mark Brandenburg. Die Stadt kaufte die im Norden außerhalb der Stadt befindliche Dömnitzinsel, auch um eine mögliche Burgerrichtung durch einen Landesherren an dieser prädestinierten Stelle zu verhindern. Die Führung der Stadtmauer musste nun über die Insel führen, damit diese größtenteils innerhalb des Mauerrings lag. Vermutlich stand diese Maßnahme mit dem Übergang zu einer steinernen Mauer und vermutlich mit der Versteinerung der Stadtumwehrung verbundenen dritten Stadterweiterung in Verbindung. Denn auch im Westen und vor allem im Osten wuchs im 14. Jahrhundert das Stadtgebiet.
Die Einnahmen der städtischen Händler wurden reinvestiert in Immobilien und Bürger erwarben umfangreichen Lehnsbesitz um Pritzwalk. Das Stadtterritorium erweiterte sich so sukzessive, da der Ort zunächst bei der Stadtgründung nur mit sehr wenig Landbesitz ausgestattet war.
Aufgrund ständiger Finanznot verpfändeten oder verkauften die nachfolgenden Markgrafen ein Recht nach dem anderen an wohlhabendere Stände. Otto der Faule verpfändete so die höchste Gerichtsbarkeit in Pritzwalk zu Pfingsten 1367 an Heinrich Falkenhagen für 70 Silbermark. Erst 1399 löste der Rat in Abstimmung mit Jobst von Mähren den Pfand von Lemke Falkenhagen wieder ein. Von nun ab bekam der Rat von jedem nachfolgenden Landesherrn das Recht der Gerichtsbarkeit bestätigt.
Nach dem Ende der Zeit der Wirren in Brandenburg und der Wiedereingliederung der zeitweise verlorengegangenen peripheren brandenburgischen Regionen in den Herrschaftsbereich des Kurfürsten, verfestigten sich die regionalen märkischen Gebietsstrukturen weiter. Als Ergebnis der fortschreitenden Herrschaftsbildung und Territorialisierung der märkischen Landesherrschaft formten sich ab dem 15. und 16. Jahrhundert aus den terrae neue übergeordnete und größere Herrschaftsgebilde. Die Kleinregionen der Prignitz wuchsen zusammen. Auch die Terrae Pritzwalk bildete zunächst den größeren Pritzwalkischen Kreis. Es gab insgesamt sieben davon in der Prignitz, wobei diese jedoch keine eigene Verwaltung unterhielt. Unberührt von der politisch-administrativen Raumbildung blieb dagegen die ältere Pfarr- und Kirchorganisation. Pritzwalk gehörte bis 1571 weiter zum Bistum Havelberg, die die ganze Prignitz vertrat.

### Gilden und Handwerk entstehen, Stadtbauten
Das Handwerk wurde neben Handel und der Landwirtschaft zum wirtschaftlichen Rückgrat und Handwerksmeister schlossen sich zu Gilden zusammen. Die Zunft hatte allein alle Rechte, die Belange der Meister und Gesellen zu regeln und die „Schau“ der Produkte vorzunehmen. Im großen Zunftprivileg des Rates von 1507 werden Zunftmeister genannt, vor die ein Kläger seinen Zunftbruder zuerst bringen soll. Sie standen dem Zunftgericht vor. Erst wenn sie nicht entscheiden konnten, kam ein Rechtsstreit zwischen Zunftbrüdern vor Richter und Schöffen der Stadt.
Zu Pritzwalks bedeutendsten Gilden zählten die Kaufmannschaft und die Tuchmacher. Weitere Handwerker waren Bäcker, Schuhmacher, Schneider oder Schmiede. Von den übrigen bedeutenden Gewerken in Pritzwalk erhielten die Schlächter vom Markgrafen ein Statut mit dem Recht eine Zunft zu bilden und Gildemeister zu wählen. Eine herausgehobene Stellung nahmen die Weber ein. Sie gehörten zu den einflussreichsten Gilden. Um die städtische Führung entstand ein Konkurrenzkampf zwischen Wollwebern und Tuchmachern. Die Tuchmacherstraße (heute Burgstraße) in der nördlichen Altstadt zeugt von der Bedeutung dieses Exportgewerbes für die Stadt. Die Tuchmacherzunft scheint stark und die Stellung der Gewandschneider nicht von ausgeprägter Exklusivität gewesen zu sein.
Die Auseinandersetzungen mit den Gewandschneidern um deren Tuchverkaufsmonopol hatten auch die Verfassungsverhältnisse der Stadt zum Gegenstand. Die Stellung der Gewandschneider und des Rates gegenüber der Bürgerschaft scheint in Pritzwalk nicht so unbeschränkt wie in Perleberg. Doch erst 1411 erlangten die Gewerkmeister Beteiligung an der Stadtregierung, wenn auch 1378 für den Markgrafen Rat, Gildemeister und die Bürgerschaft Verhandlungspartner waren.
Es entwickelte sich in der Stadt die Bierbrauerei. Diese war zunächst ein Hausgewerbe vornehmlich zur Selbstversorgung. Ab Ende des Mittelalters wurde Bier auch im größeren Maße für den Verkauf produziert. Braugerechtigkeit war ein Teil des Bürgerrechts und die Bürger mit Grundbesitz hatten auch das sequentielle Recht zum Ausschank. Der Kurfürst griff regulierend in das sich entwickelnde Braugewerbe ein. Die erste Biersteuer von 1488, die Ziese folgte. 1551 entstand eine Brauordnung für die Prignitz, festgelegt durch den Kurfürsten. Ziesemeister und Müller kontrollierten die Umsetzung über Listen.
Die Wollweberordnung für Pritzwalk von 1507 lässt eine Produktion von Webern für Kaufleute erkennen. In dieser vierten Urkunde seit 1351 betreffend die Verhältnisse und die Regelungen von Handwerkergewerken bekräftigten Bürgermeister und Rat zu Pritzwalk Gilde und Handwerk der Wollweber und Tuchmacher auf Bitten ihrer Gildemeister die Gepflogenheiten ihres Handwerks, u. a. zur Aufnahme in die Gilde, zur Schlichtung von Zwietracht unter Gildenangehörigen, zur Lehrzeit, zur Verfertigung von Tuchen, zur Anbietung von Wolle, zu geselligen Zusammenkünften und zu Abstimmungsverfahren. 1518 bestätigte Kurfürst Joachim I. von Brandenburg diese Ordnung auf ausdrückliches Bitten des Tuchmachergewerks.
Die Bürgerschaft war durch ihr Burding, eine Versammlung (= Ding) aller Bauern einer Nachbarschaft, auf dem Beschlüsse über örtlichen Angelegenheiten gefasst wurden, an der Ratswahl und den Regierungsgeschäften beteiligt.
Die Agrar- und Wirtschaftskrise des Spätmittelalters führte auch in der Prignitz zu Verschärfungen in der Aufnahmebedingungen der Gilden und somit Begrenzung der Zahl der Handwerksmeister. Von immer größerer Bedeutung für das städtische Gildehandwerk wurde die Konkurrenz auf dem Land. Dies betraf vor allem Schneider und Leinwebern, die teilweise im Dienst oder unter den Schutz der Grundherren arbeiteten.
Die wirtschaftliche Potenz des Gemeinwesens zeigt sich auch am Umbau der Pfarrkirche. Sie wandelte sich von einem frühgotischen Feldsteinbau zu einem spätgotischen Backsteinbau, dem einzigen mit Hallenumgangschor in der Prignitz, und erreichte um 1451 ihre heutigen Ausmaße. Das 1300 gegründete Heilig-Geist-Spital erfüllte städtische Fürsorgeaufgaben. Eine Stadtmauer aus Feldsteinen mit Wehrtürmen und Toranlagen wurde errichtet. Im 14. und frühen 15. Jahrhundert waren allein an der Dömnitz in und um Pritzwalk mindestens sieben Wassermühlen zu finden. Erstmals erwähnt wurden die Streckenthiner Mühle 1325, die Kathfelder Mühle, Unter- und Stadtmühle 1344, die Hainholzmühle 1396 sowie zwei Mühlen bei Schönhagen 1438 bzw. 1441.

### Jüdische Gemeinde
Auch eine jüdische Gemeinde entwickelte sich ab dem 14. Jahrhundert in Pritzwalk. Die Erstansiedlung von Juden erfolgte nach Ernennung zur Stadt durch die brandenburgischen Markgrafen, die auch das Judenregal besaßen und es damit Juden ermöglichten, sich vor Ort anzusiedeln. Die Juden Pritzwalks unterstanden stets dem Landesherrn als seine Kammerknechte („camere nostre servos“), wie ihre Privilegienbestätigung 1345 zeigt. Benötigt wurden im Zuge das Landesausbaus grundsätzliche alle kapitalkräftigen Zuzugswilligen unabhängig der Religion. Vermutlich hat es auch eine Judenstraße gegeben. Anzunehmen ist, dass die jüdischen Kaufleute, wie in Stendal oder Perleberg oder Berlin auch, zu den Vertragsnehmern der Stadtrechtsurkunde gehörten. Anhand der Lokalisierung des Judenhofes kann man vermuten, dass die heutige Burgstraße, vormals Tuchmacherstraße, die mittelalterliche Judenstraße gewesen ist. 1334 und 1345 bestätigte Markgraf Ludwig den Juden in Altmark und Prignitz ihre Privilegien, darunter denen der Stadt Pritzwalk. Es handelte sich in Pritzwalk vermutlich nicht nur um eine einzelne jüdische Familie, sondern um eine vertretungsfähige jüdische Gemeinde. Seit 1364 ist bezeugt, dass ein jüdischer Friedhof vor der Stadtmauer existierte. 1480 begannen die märkischen Landstände die Ausweisung der Juden in der Region, um sich auf diese Weise den Verpflichtungen gegenüber ihren Gläubigern zu entziehen.
Mit den beginnenden Verfolgungen wegen angeblicher Hostienschändung im Berliner Hostienschänderprozess kam 1510 das Ende der mittelalterlichen Judengemeinde. Noch 1509 hatte der Kurfürst die Niederlassung von zwei Schutzjudenfamilien in Pritzwalk bestätigt.
Am 26. März 1462 vernichtete ein großer Brand die Hälfte der Stadt.

### Zwischen beanspruchter Selbstverwaltung und landesherrlicher Reglementierung
Im 14. und 15. Jahrhundert litt der städtische Handel zunehmend unter Überfällen durch Raubritter. 1409 wurden beispielsweise vier Straßenräuber, die Pilger auf dem Weg zum Wallfahrtsort Wilsnack überfallen haben öffentlich gerädert. Die Friedenssicherung war für die städtischen Außenbeziehungen daher von besonderer Bedeutung. 1384 hatte sich die Stadt mit den Herren Gans gegen Friedensbrecher, gegen deren und der Stadt Feinde mit Ausnahme der Mecklenburger verbunden. Dazu ermächtigt hatte sie der Falsche Waldemar 1348, der Pritzwalk ausdrücklich die Vereinigungsfreiheit zusicherte. Dem prignitzschen Städtebund von 1437 stimmte Markgraf Johann sogar ausdrücklich zu, ging es in diesen Bünden doch nicht nur um die Abwehr von Eingriffen des Landesherrn in die städtische Gerichtsbarkeit und um die Bekämpfung innerstädtischer Unruhen, sondern auch nach wie vor um die gemeinsame Verfolgung des Raub- und Fehdewesens.
Pritzwalk lag in einer Grenzregion von Landesterritorien und wurde auch unmittelbar von den Auseinandersetzungen der Hohenzollern mit ihren nördlichen Nachbarn, den mecklenburgischen Herzogtümern und Pommern im 15. Jahrhundert betroffen. Vor allem in den Jahren 1414 bis 1438 kam es zu kriegerischen Konflikten mit den nördlichen Nachbarn der Mark Brandenburg. Die Hohenzollern strebten danach die verlorenen Länder zurückzuerobern. Mecklenburger hatten in den vergangenen 100 Jahren der Destabilisierung politischer Landesherrschaft in Brandenburg auch in der Prignitz Territorien eingenommen, auf die die Kurfürsten Anspruch erhoben. Nach einem Einfall Prignitzer Raubritter in Mecklenburg-Schwerin zogen als Vergeltung Mecklenburg-Stargarder Truppen gegen Pritzwalk. Hier stellten sich ihnen Markgraf Johann und Kaspar Gans zu Putlitz entgegen. Im August 1426 erzielte Markgraf Johann einen Sieg gegenüber den in der Prignitz eingefallenen Mecklenburgern. Die Fürsten Wilhelm und Christoph von Wenden, die besonders die Umgebung von Wittstock heimsuchten, erlitten eine vernichtende Niederlage bei Pritzwalk. Christoph fand dabei den Tod.
Der höchste Stand städtischer Autonomie lag im 14. Jahrhundert und erlaubte weitreichende politische Handelsverbindungen. Die in der Prignitz im Verkehrssystem günstig gelegenen bedeutenden Handelsstädte waren alle Handelsstädte und inzwischen landesherrliche Städte, die Hanseverbindungen unterhielten. Hanseverbindungen brandenburgischer Städte bestanden noch im frühen 16. Jahrhundert. Der Grad der Unabhängigkeit vom Landesherrn war durchaus den hansischen Küstenstädten vergleichbar, wenn auch keine märkische Stadt den Status Lübecks als Reichsstadt erreichte und erstrebte.
Mit dem Erstarken der brandenburgischen Landesherrschaft seit der zweiten Hälfte des 15. Jahrhunderts wurden die bisherigen Handelsbeziehungen allmählich unterbunden. Die Hohenzollern brachen die Macht der erstarkten Städtebünde, die sich zum Selbstschutz aufgrund der vorherrschenden Rechtlosigkeit in der Mark bildeten. Hinzu kamen europaweite spätmittelalterliche Krisenerscheinungen die Absatzrückgänge bewirkten. Dies führte auch in der Prignitz zu Wüstungserscheinungen, wenn auch weniger ausgeprägt als beispielsweise in der Uckermark zur gleichen Zeit. Die Macht der Hanse und die herausgehobene Stellung Lübecks im nordeuropäischen Wirtschaftsraum zerfiel und es entstanden mit den wachsenden urbanen Zentren der Niederlande neue Handelszentren. Der paneuropäische wirtschaftliche Strukturwandel veränderte auch die Waren- und Handelsströme Pritzwalks nachhaltig.
Die Machtprobe ab 1440 zwischen Berlin-Cölln und den Kurfürsten, den so genannten Berliner Unwille, bedeutete einen dauerhaften Einschnitt kommunaler Autonomie in der Mark Brandenburg. Unter dem Eindruck der Ergebnisse von 1448 in Berlin-Cölln gab es keinen spektakulären städtischen Widerstand in der Prignitz. Auf die Angelegenheiten der städtischen Gerichtsbarkeit und der Stadtregierung gewann der Kurfürst erst gegen Ende des 15. Jahrhunderts Einfluss. Als Einschnitt können die landesherrlichen Verordnungen im Gefolge der städtischen Polizeiordnung von 1515 gesehen werden. Der landesherrliche Einfluss auf die städtische Verwaltungspraxis blieb noch von vorübergehender oder punktueller Wirksamkeit. Auch in anderen Städten war die Einschränkung der urbanen Autonomie nicht vollkommen und nicht von Dauer.
Der kurfürstliche Einfluss auf die Ratswahlen durch Ratswahlbestätigungen blieb in allen größeren Städten erhalten. Die kleineren Städte konnten anscheinend die kurfürstliche Bestätigung der Ratswahlen eher ignorieren. Wenige Kommunen kamen der kurfürstlichen Anordnung von 1602 nach. In Antwortschreiben verfocht auch Pritzwalk ihr bis dahin uneingeschränktes Recht auf Ratswahl. Dabei beriefen sie sich auf ältere Privilegien. So pochte Pritzwalk auf eine Urkunde Markgraf Ludwigs von 1335, und der Kurfürst antwortete: da der Rat das Vorrecht der unbeschränkten Wahlfreiheit in den Stadtämtern seit 30 Jahren besitze, solle es auch weiterhin so bleiben. Der Rat behauptete sein uneingeschränktes Wahlrecht bis in das 17. Jahrhundert. So erhielt Pritzwalk noch im Jahre 1602 ausdrücklich das Recht zur selbständigen Ratswahl bestätigt. Auch die Ausübung des Obergerichtes erwarben die meisten städtischen Gemeinwesen im Zeitalter der Reformation zurück.
Gegen Ende des 15. Jahrhunderts wurde die stärkere Eingliederung der Stadt in den werdenden Territorialstaat bei allmählicher Beschränkung der städtischen Autonomie auch auf dem Gebiet der Landesdefension deutlicher. Für die anstehenden Kriege gegen Pommern wurden auch die Städte als eigener Stand auf dem Landtag zu Berlin 1478 verpflichtet, Truppen zu stellen. Die Stadt beteiligte sich 1479 an der Aufstellung von Kriegskräften für den Kurfürsten mit 100 Mann und 20 Pferden und blieb damit deutlich unter der Truppenanzahl benachbarter Städte wie Perleberg zurück. 1482/84 kam es mit dem Landeshauptmann, dem Havelberger Bischof Wedigo Gans von Putlitz zu heftigen kriegerischen Auseinandersetzungen, in denen der Landesherr die städtische Eigenständigkeit nach und nach einschränkte. Pritzwalk hatte sich den Anordnungen des Landeshauptmanns, der als Stellvertreter des Kurfürsten legitimiert war widersetzt. Gleiches passierte auch anderen brandenburgischen Städten. Nach der Stabilisierung der sozialen und politischen Verhältnisse in der Mark durch die Hohenzollern kam es sehr schnell zu einer Aussöhnung zwischen dem abtrünnigen Prignitzer Adel und der Landesherrschaft. Die Spätmittelalterliche Agrarkrise endete und ihr Ende entzog den Raubrittern auch ihre legitimatorische Grundlage. Das Rittertum und dessen Leitkultur fand sein Ende. Der Adel transformierte sich notgedrungen. Durch die ab der ersten Hälfte des 15. Jahrhunderts wieder gestiegenen Getreidepreise kam es zu einer anhaltenden wirtschaftlichen Konjunktur für die Klasse der adeligen Großgrundbesitzer, die folglich ihren Einfluss ausbauen konnten, zumeist auf Kosten des städtischen Bürgertums. Der allgemeine Landfrieden von 1495 verbesserte die innere Sicherheit nachhaltig und beendete diese Epoche.
Von den rund 120 Städten der Mark waren 80 Städte Adelsstädte und unterstanden der Ritterschaft. Pritzwalk gehörte zu den 40 Städten der Mark Brandenburg, die direkt dem Landesherren unterstanden und zur Landstandschaft gehörte. Damit gehörte Pritzwalk zu den politisch privilegierten Städten, die ein Eigengewicht besaßen. Diese immediatären Städte formten die dritte und schwächste Kurie (nebst Prälaten und Ritterschaft) und nahmen an den Landtagen teil, sofern Plenarlandtage als so genannter „Großer Ausschuss“ noch abgehalten wurden. Pritzwalk gehörte dem seit 1565 auftretenden Städtecorpora Altmark-Prignitz an, das abwechselnd in Stendal und Seehausen tagte.
Als Hauptort der Prignitz galt Perleberg. Die Hauptorte der Provinzen der Mark pflegten die sogenannte Städtesprache. Sie vertraten die kleineren Städte die zwar gleichrangig waren aber nicht am Landtag oder den landschaftlichen Ausschüssen teilnahmen.
Unter diesen Städten scheint ein lebhafter Rangstreit geherrscht zu haben, der erst ab 1521 geschlichtet wurde. Symbolisch waren Stendal, Salzwedel, Gardelegen und Perleberg auf den Landtagen in der ersten Reihe angeordnet. Diesen vorgesetzten Hauptstädten folgten die kleineren Städte der beiden Landstriche, zu denen auch Pritzwalk rangmäßig zugehörte.

### Reformationszeitalter
In der Zeit der Reformation nahm auch in Pritzwalk 1540 der erste lutherische Pfarrer sein Amt auf. In den folgenden Jahren fand in der Prignitz eine umfassende Kirchenvisitation statt, die in Pritzwalk 1545 abgeschlossen wurde. Die Kalandsbrüderschaften, die fast in allen Städten und Teilen der Mark verbreitet waren, und in Pritzwalk seit 1307 nachweisbar sind, zählten zu den mitgliedsstarken Vereinigungen des Mittelalters. Der Pritzwalker Kaland hatte mehr als 100 Mitglieder, darunter mehrere Bischöfe, viele Geistliche und unter den Laien eine Reihe Adeliger (auch mehrere Quitzows). Die einst so aktive Pritzwalker Kalandsbruderschaft verlor durch die Reformation größtenteils ihre Aufgaben und wurde aufgelöst. Pritzwalks geistig-kulturelles Leben wurde vor allem vom nahen Kloster Heiligengrabe und Marienfließ aber auch der knapp 20 Kilometer entfernte Bischofssitz Wittstock geprägt. Das Patronatsrecht das das Kloster über die Nicolaikirche seit 1436 besaß wurde ihr in Folge der Kirchenvisitationen entzogen und dem Rat übertragen. Der Kirchenvisitationsabschied von 1581 versuchte zwar das Patronatsrecht auf den Kurfürsten zu übertragen, doch setzte sich letztlich der Rat durch. Pritzwalk hatte nicht wenig von seiner Lage an den Pilgerwegen nach Wilsnack sowie nach Heiligengrabe profitiert. Mit dem Ende der Reliquien- und Heiligenverehrung im Ergebnis der Reformation blieben nunmehr auch die Pilger als Einnahmequelle aus. Die Reformation brachte auch weitgehende Veränderungen in anderen Bereichen des städtischen Lebens mit sich. Vor der Reformation oblag die Armen- und Krankenfürsorge mildtätigen Stiftungen, Hospitälern und anderen Einrichtungen unter dem Dach der Kirche. Nach der Reformation übernahm der städtische Rat mit der Verwaltung der Kirchengüter auch die Kontrolle und Regulierung der Armenfürsorge.
Der Humanismus entfaltete auch in Pritzwalk punktuelle Wirkung. Bemerkbar machte sich dies in der Immatrikulation von sieben Pritzwalker Studenten zum Beispiel in die 1506 neu gegründete erste brandenburgische Landesuniversität, der Universität Frankfurt an der Oder. Das Interesse an den neuen geistigen Strömungen des Humanismus und der Reformation und die finanziellen Möglichkeiten der wohlhabenderen Bürger führte dazu, dass ab 1520 die Universität Wittenberg ein geistiger Anziehungspunkt für Pritzwalker Studenten wurde. Zwischen 1502 und 1602 nahmen mindestens 41 junge Pritzwalker in Wittenberg ein Studium auf, vor allem Theologen und Juristen waren darunter. Ein bekannter Vertreter dieser Gruppe war Zacharias Garcaeus.
Die Beeinträchtigung des Fernhandels versuchten die Prignitzstädte durch den Ausbau der Jahr- und Wochenmärkte zu kompensieren. Pritzwalk erhielt 1593 die Bestätigung seiner freien Jahrmärkte. Bis dahin waren in Pritzwalk drei Jahrmärkte gebräuchlich. Ein vierter Jahrmarkt am Montag oder Dienstag nach dem Martinstag kam dazu.

### Niedergang und Krieg
In der Folgezeit bis weit in das 17. Jahrhundert litt Pritzwalk stark unter Kriegen und der Pest sowie dem Niedergang der Hanse. So wurde die Stadt zwischen den Jahren 1539 bis 1638 neunmal von der Pest heimgesucht. 1568 waren von 378 Häusern der Stadt 60 unbewohnt. 1638 wütete die Pest besonders schlimm, fast alle Bürger waren an der Epidemie und den kriegerischen Handlungen gestorben oder waren geflüchtet.
1620 führte die Kipper- und Wipperzeit auch zu Aufruhr in Pritzwalk. Der Tumult am Montag, den 13. Mai 1622 konnte zwar beruhigt werden, doch blieb in der Folgezeit die Angst, dass es unter den Einwohnern weiter gärte. Der Rat wusste, dass die Unruhe aus dem Münzwesen herrührte. Gestützt auf einen eingeholten kurfürstlichen Befehl untersagte der Rat den versammelten Gildemeistern das, doch diese erklärten, an der Zusammenkunft der Bürgerschaft auf dem Markt keine Schuld zu haben. Der Rat ließ daraufhin den Befehl von der Kanzel verlesen und mobilisierte die Bürgerwehr. Der Verdacht des Rates, die ungenehmigte Bürgerversammlung auf dem Markt wäre von den Gilden angestiftet worden, bestätigte sich nicht. Es war üblich, dass meist nur die Gildemeister der vier Hauptgilden nebst den Viertelsmeistern dem Rat die Anliegen der Bürgerschaft vortrugen. In dem Fall aber kamen die aufgebrachten Stadtbürger selbstständig zu den Zunftmitgliedern auf den Markt dazu. Den Rat beunruhigte die mögliche Gefahr von Gewalttaten gegen vermutete Kipper und Wipper, wie es zuvor auch in Putlitz oder Kyritz geschehen war. Der Rat befürchtete, dass nur noch wenige Handelsleute kämen und Auswärtige das in Pritzwalk gängige Geld nicht annehmen würden. Die wirtschaftlichen Verhältnisse nahmen dadurch Schaden.
Bis zu dieser Zeit gab es ein stetiges Wachstum der Einwohnerzahlen auf bestehender Stadtfläche. Eine Folge der Wüstungserscheinungen des Umlands und einer allgemeinen Landflucht am Ausgang des Spätmittelalters im Zuge der spätmittelalterlichen Agrarkrise. Dieser langanhaltende Trend kehrte sich nun um. Die Einwohnerzahl von 400 männlichen Bürgern um 1620 sank bis zu einem Tiefpunkt von 52 männlichen Bürgern um 1640. Insgesamt waren 1500 von damals 4000 Einwohnern der Pest zum Opfer gefallen. Die Zeit der Hexenprozesse führte auch in Pritzwalk 1568 und 1621 zum Feuertod von mehreren angeklagten Frauen. 1642 zerstörte ein Stadtbrand die Hälfte der Stadt. Nur noch 300 Menschen blieben in Pritzwalk.
Pritzwalk hat den Kreisständen die Kosten der Besatzung und Kontributionen beziffert und in Rechnung gestellt: 1626 hat Graf von Mansfeld ein Regiment zu Fuß nebst einer Kompanie zu Pferd in der Stadt neun Wochen einquartiert. Es entstanden Kosten von 30.000 rt. 1627 zerstörte eine dänische Armee vor der Stadt die Saat auf den Feldern und plünderte die Einwohner aus. Es entstanden Kosten von 20.000 rt auf Ermittlungen kurfürstlicher Kommissare hin. Derselben Armee musste zusätzlich Proviant nach Havelberg für 4.000 rt geliefert werden. Weitere Lieferungen und Einquartierungen kosteten 6.000 rt, sonstige Kosten nebst Bargeld verursachten Kosten von 16.000 rt.
Den Dänen folgten die Kaiserlichen unter von Arnim. Auch sie mussten durch die Pritzwalker versorgt werden, wenngleich sich die Stadt anscheinend erfolgreich einer Einquartierung entzog. Im Oktober rechtfertigten sich Rat und Bürgerschaft gegen den Vorwurf des Landesherrn, sie hätten dem kaiserlichen Kriegsvolk die Tore versperrt, verbunden mit dem Befehl, den nun anrückenden Kaiserlichen Durchzug und Quartier zu gewähren. Sie hatten aber nur wegen der streifenden Rotten die Schlagbäume zugehalten. Allerdings hätten sie letztens auch darum gebeten, dass nur der Stab hereinkomme und die Soldaten auf die Dörfer gelegt werden.
Auch in den folgenden Jahren waren Naturalleistungen und Geld an Freund und Feind zu entrichten. Hinzu kamen nicht zuletzt die Kontributionen an den Landesherren. Währenddessen plünderte die Soldateska das Umland:
- 1628: Einquartierung und Zehrung auf sechs Monate 12.000 rt.
- 1629: dergleichen auf acht Monate: 16.000 rt. und 8.000 rt.
- 1630: 24.000 rt (Hauptmann Joachim Milatz, ein Barbier aus Lenzen, Kapitän im Altringerschen Regiment das in Pritzwalk in Quartier lag) und 750 rt.
- 1631: 3.000 rt und für schwedische Truppen 12.000 rt.
- 1632: schwedische und kurbrandenburgische Truppen: 15.000 rt;
- 1633: dgl. 9.000 rt
- 1634: 6.103 rt[56]

Der Widerstand gegen die Kontributionen führte zum Aufbau bewaffneter bäuerlicher Vereinigungen in der Prignitz, die so seit 1648 bestanden. 1656 wurden durch von Ort zu Ort getragene Zettel die Bewohner zum Widerstand gegen die Kriegskontribution zusammengerufen. Die auf Verlangen des Adels erlassenen scharfen kurfürstlichen Edikte erreichten ebenso wenig wie die Abführung einiger Rädelsführer nach Spandau. Die Klagen seitens des Adels, auch der Stadt Pritzwalk über Ungehorsam, Widerspenstigkeit, Gottlosigkeit der Prignitzer Bauern dauerten das ganze Jahrhundert hindurch an.
Der Stadt Pritzwalk wurden von Kurfürst Friedrich Wilhelm I. daher für drei Jahre die Abgaben erlassen, auch weil Krieg und Brände die meisten Bürger vertrieben hatten.
Der Wiederaufbau zog sich hin und erst um 1700 erreichte die Stadtbevölkerung wieder 1700 Einwohner und stagnierte für ein weiteres Jahrhundert fast unverändert.

### Im Absolutismus

Karte von Pritzwalk (um 1750)

Unter Kurfürst Joachim II. erhielt die Stadt im Jahr 1560 die gesamte Zivilgerichtsbarkeit. Seit dieser Zeit wurde aus dem Kreis der Magistratspersonen ein Richter bestimmt. Assessoren und Schöppen kamen weiter aus der Bürgerschaft.
Ein ständiges Ärgernis stellte für einen Teil der Stadtbevölkerung die enge verwandtschaftliche Verflechtung der den Rat besetzenden Familien dar. Diese Tendenz zur Oligarchisierung war nicht neu. Kritik wurde allerdings nur bei nachweisbaren Beanstandungen in der Führung durch den Magistrat in der Führung der Magistratsgeschäfte kam. Da die Klagen der Bürgerschaft nicht abklangen, beschwerte sich der Rat der Stadt im September 1688 beim Kurfürsten. Dieser entsandte kurfürstliche Kommissare die auf Geheiß des Kurfürsten, die Zustände vor Ort untersuchen sollten. Sie kamen zum Schluss, dass das Verhältnis der städtischen Verfassungsgremien durch Filz und Vetternwirtschaft im Rat belastet war und allein nicht zu beheben war. In den meisten Kommunen der Mark war zumindest die Hälfte der Ratsmitglieder untereinander verwandt. Daraus entstand der kurfürstliche Auftrag an die Kommissare im Mai 1690 ein neues Stadtreglement zu fertigen. Neu eingeführt wurde das Verfassungsinstitut Stadtverordnete. Bis dahin gab es einen solchen Ausschuss nicht. Seit 1690 wurden aus der Bürgerschaft acht Verordnete gewählt, die die Gemeinde vertreten sollten. Der Magistrat sollte die Gewählten zu allen Angelegenheiten in Stadt- und Polizeisachen konsultieren. Die Bürgerschaft setzte durch, dass die Stadtverordneten durch die Gilden und nicht durch den Rat gewählt werden. Doch in allen Vermögensangelegenheiten der Stadt behielten Bürgerschaft und Viergewerke ein Mitbestimmungsrecht. Das trat zum Beispiel 1710 zutage, als 16 Bürger wegen Weidefreiheiten im Hainholz und auf Grundstücken vor Pritzwalk Rat, Deputierte und Viergewerke beim Kammergericht verklagten.
Die königlich verordnete Magistratsverfassung von 1719 behielt die gleichen Kompetenzen die Stadt betreffend bei, wozu auch die Stadtgerichtsbarkeit gehörte. Der König setzte nun einen beständigen Bürgermeister ein. Die politisch bedeutenden Zünfte, die sogenannten Viergewerke waren damit politisch geschwächt und traten hinter den Magistrat zurück, der wiederum unter der Aufsicht eines königlichen Steuerrats stand. Um 1800 regierten die Stadt zwei Bürgermeister, ein Direktor, ein Senator und ein Stadtsekretär. Die verfassungsrechtliche Funktion der Bürgerschaft kam noch 1798 dadurch zum Ausdruck, dass die Spezialvollmacht für diejenigen Pritzwalker, die zur Erbhuldigung der Stadt nach Berlin delegiert wurden, von Magistrat, Stadtverordneten und Bürgerschaft ausgestellt und von allen eigenhändig unterschrieben war.
Seit 1650 gab es die Berlin-Hamburger Post-Linie der kurbrandenburgischen Post, die bei Perleberg, unweit westlich von Pritzwalk gelegen verlief. Nach Pritzwalk sollten jeweils von der Berlin-Hamburg-Route aus, donnerstags und samstags Postkutschen fahren. Das Posthandbuch vermerkte, dass in Pritzwalk zu dieser Zeit Tabak angebaut wurde.
Durch die Fertigstellung des Oder-Spree-Kanals 1669 verlor der alte, durch Pritzwalk führende Ost-West-Handelsweg seine Funktion, wenn auch der Tuchverkauf nach Hamburg noch Ende des 18. Jahrhunderts recht umfangreich war. Erst im 18. Jahrhundert kam es mit Unterstützung durch die preußische Wirtschaftsförderung unter Friedrich Wilhelm I. und Friedrich II. zu einem erneuten wirtschaftlichem Aufschwung und Pritzwalk wurde ein Zentrum der Tuch- und Bierherstellung.
1686 wurde Pritzwalk Garnisonsstadt. Die wirtschaftlichen Voraussetzungen und die gute strategische Lage ermöglichten die dauerhafte Stationierung von Kompanien und Eskadrons verschiedener Regimenter der königlich-preußischen Armee.
Pritzwalk gehörte zu den 24 entwickelten städtischen Zentren der Tuchproduktion in Brandenburg-Preußen. Das Tuchmachergewerbe war durch die Zerrüttung im 17. Jahrhundert stark in Pritzwalk aber auch anderswo geschädigt worden. Der Rückgang des Tuchmachergewerbes hielt bis in die 1680er Jahre an. Der Kurfürst ordnete eine neue Wirtschaftspolitik an, die sich an die Grundsätze des Kameralismus später des Merkantilismus orientierte. Das führte dazu, dass sich die Tuchproduktion mehr und mehr verlagsmäßig organisierte. In Pritzwalk sind Verlagsbeziehungen unter den Tuchmachern bezeugt. Verleger zwangen den Produzenten ein Produktionsprogramm auf, das unter den Potentialen des Pritzwalker Handwerks blieb. Die neuen Verlagsstrukturen führten zu Preisdrückung auf Kosten der Produzenten. Es herrschte Wollmangel, Exportverbote wurden von den adeligen Großgrundbesitzern lange umgangen. Das was auf den Markt kam, reichte nicht aus um das einheimische Gewerbe zu versorgen. Die Qualität der vorhandenen Rohstoffe war gering.
Im Jahre 1780 hatte Pritzwalk 1627 Einwohner mit 72 Tuchmachern und 20 Leinewebern. Im 18. Jahrhundert wurde mit der Beseitigung der durch die Artillerie nutzlos gewordenen Stadtbefestigung begonnen.
Pritzwalk verfügte nach der um 1800 verfassten Beschreibung von Bratring über gerade und gut gepflasterte Straßen. Es überwogen Fachwerkhäuser, Giebelständig. Im Zentrum standen stattliche Bürgerhäuser, gesäumt von einstöckigen Bauten, die alle mit Ziegeldach versehen waren. Ställe und Scheunen waren noch häufig innerhalb der Stadtmauern präsent und trugen Strohdächer. 1719 existierten 307 Wohnhäuser und 356 Scheunen. 1800 waren es 357 Wohnhäuser und nur 129 Scheunen. Die Bevölkerungszahlen veränderten sich kaum. Sie bewegte sich im 18. Jahrhundert um die 1700 Einwohner.

### Im bürgerlichen Zeitalter
Das alte Pritzwalk ging durch den großen Stadtbrand am 1. November 1821 unter. 308 Wohnhäuser mit 489 Nebengebäuden, die Kirche, das Rathaus, ein Krankenhaus und die Schule brannten nieder, nur 40 Häuser wurden verschont. 2000 Menschen verloren Häuser und Besitz. Auch das mittelalterliche Rathaus verbrannte. Der Wiederaufbau des Rathauses Pritzwalk erfolgte 1826 bis 29 im Stil des Klassizismus – mit der Unterstützung der Einwohner von Pritzwalk. 1830 hatte Pritzwalk wieder 78 Tuchmacher, darunter Christoph Wilhelm Draeger.
Die Industrialisierung begann im Jahre 1851 mit der Vergrößerung der Tuchfabrik Gebrüder Ludwig und Max Draeger (Söhne von Christoph Wilhelm Draeger und seiner Frau Marie) und der Inbetriebnahme der ersten Dampfmaschine in Pritzwalk zunächst am Standort Schützenstraße 24 und 1858 mit dem Neubau am Meyenburger Tor, wo in der Nachbarschaft 1862 die Lagerbierbrauerei Huth gegründet wurde. Nach 1871 begann eine erneute Phase wirtschaftlichen Aufstiegs für Pritzwalk. Eine leistungsstarke Landwirtschaft und die Errichtung bzw. Modernisierung von Mühlen, Molkereien, Brennereien, Ziegeleien sowie einer Tuchfabrik in und um Pritzwalk führten zu schnell wachsendem Wohlstand der Stadt. Emil Quandt war im Jahre 1878 in die Firma Gebrüder Draeger eingetreten und wurde nach seiner Heirat 1880 mit Hedwig Draeger, der Tochter von Ludwig Draeger, 1896 deren Inhaber. Als Lieferant von Uniformtuchen wuchs die Firma rasch – besonders in Verbindung mit den zwei Weltkriegen – bis zur Enteignung der Familie Quandt im Jahre 1945.
Der Beginn der Gasversorgung in Pritzwalk erfolgte am 21. Dezember 1864 durch die Städtische Gasanstalt, mit Sitz in der Gartenstraße 8. Dieses Versorgungsunternehmen leistete bis zur Verstaatlichung 1952 einen Anteil zur Energieversorgung der Stadt. Der Beginn der Stromversorgung in Pritzwalk erfolgte ab 1921/22 durch die Städtischen Lichtwerke, das 1935 erstmals als kommunales Gas-, Elektro- und Wasserversorgungsunternehmen unter dem Namen Stadtwerke agierte.
Ende des 19. Jahrhunderts entwickelte sich Pritzwalk zum Verkehrsknotenpunkt mit zwei Bahnlinien: 1884 wurde die Linie Perleberg–Pritzwalk–Wittstock durch die Prignitzer Eisenbahn AG eröffnete und 1887 die Bahnstrecke Neustadt–Meyenburg durch die Preußische Staatsbahn.
Der zivilisatorisch-technische Fortschritt forcierte sich um die Jahrhundertwende weiter. Neue Gebäudestrukturen und Institutionen wurden in der Zeit der Hochindustrialisierung errichtet. 1901 entstanden in der Doerfelstraße das Kaiserliche Postamt, 1905 die neue Stadtschule am Giesensdorfer Weg (heute Johann-Wolfgang-von-Goethe Gymnasium) und der Bismarckturm auf dem Trappenberg. 1906 wurde die katholische Kirche Sankt Anna im Reepergang geweiht und 1910 entstand das repräsentative Gebäude des Amtsgerichts Pritzwalk.
Im Ersten Weltkrieg verloren 342 Pritzwalker ihr Leben. 1930 stimmten bei den Reichstagswahlen 2069 Pritzwalker für die NSDAP. Im Zuge der forcierten Wiederaufrüstung wurde 1934 in der Tuchfabrik die Produktion auf zukünftige Kriegsbedarfe umgestellt. Am 2. August 1936 führte der Olympia-Fackellauf Berlin–Kiel durch Pritzwalk.
Im Zweiten Weltkrieg verloren mehr als 600 Pritzwalker ihr Leben. Die Stadt selbst blieb bis kurz vor Kriegsende von großen Zerstörungen verschont. Obwohl Pritzwalk nicht im Bereich der Hauptkampflinie lag, kam es am 15. April 1945 durch einen Fliegerangriff auf das Bahnhofsgelände zu zahlreichen Opfern. Es kam dazu, nachdem ein alliiertes Flugzeug von einem Flakgeschütz auf dem Bahngelände aus beschossen wurde, und die Maschine auf den Bahnhof feuerte. Dort traf sie einen stehenden Munitionszug, der mit V2-Raketen beladen war. Zahlreiche Gebäude der Gründerzeit einschließlich des Kinos, bei dem zum Zeitpunkt eine Vorführung lief und ganze Straßenzüge in der Nähe des Bahnhofes wurden zerstört. Schätzungen gehen von 200 Todesopfern aus. Am 2. Mai 1945 marschierte die Roten Armee in Pritzwalk ein und richtete in der Havelberger Straße eine Kommandantur ein, welche die Aufgabe hatte, für Ruhe, Ordnung und den Wiederaufbau zu sorgen.

### In der DDR
Ende 1945 und Anfang 1946 wurden 12 Jugendliche durch den sowjetischen Geheimdienst NKWD verhaftet und unter Werwolf-Vorwurf vom Militärtribunal verurteilt. Bei einem 18-Jährigen wurde das Todesurteil sofort vollstreckt, fünf kamen im sowjetischen Speziallager Sachsenhausen um. Das Schicksal der anderen Jugendlichen ist zum Teil unbekannt. Die Gruppe wurde in den 1990er Jahren von der russischen Generalstaatsanwaltschaft rehabilitiert.
Nach 1950 begann der Wiederaufbau. Pritzwalk wurde 1952 Kreisstadt im neu gegründeten Kreis Pritzwalk. Am Trappenberg schufen die Einwohner der Stadt 1956 eine Freilichtbühne. Im Rahmen des Nationalen Aufbauwerkes leisteten Handwerker, Werktätige aus den Betrieben, Bauern, Rentner und auch Berufs- und Oberschüler Arbeitsstunden im Wert von 10.000 DM. Aus Haushaltsmitteln stellte der Rat der Stadt 45.000 DM bereit.
Das Schulwesen in Pritzwalk erfuhr in den 1950er und 1960er Jahren eine starke Differenzierung und Erweiterung in die Goetheschule I und II. In den fünfziger und sechziger Jahren wurde das Profil einer allgemeinbildenden, aber auch weiterführenden Schule entwickelt, dazu kamen noch Angebote der Ganztagserziehung. Es wurden unter einem Dach Schüler von der ersten bis zur zwölften Klasse unterrichtet und im Hort betreut. Es ging nach 1945 im Lehrplan um die allseitige Entwicklung der «sozialistischen Schülerpersönlichkeit». Obwohl 1952 das Aus für die neue EOS-Klasse drohte, konnten sich die Eltern- und Lehrervertreter durchsetzen, sodass 1953 der erste Abiturjahrgang in der Pritzwalker Geschichte erfolgreich entlassen werden konnte. Eine Entlastung für die hohen Schülerzahlen brachte 1954 die Einweihung der Goetheschule I unter Leitung von Josef Würtz. In einer von vielen Helfern getragenen Aufbauaktion wurde mit diesem Neubau die angespannte Schulraumsituation am Giesensdorfer Weg entschärft. Ein Höhepunkt in der Schulentwicklung war die Einrichtung der ersten 9. Klasse im Schuljahr 1959/60. Sie legte am Ende des Schuljahrs 1960/61 die Prüfung der Mittleren Reife ab. Somit existierten im Schulhaus eine POS (Polytechnische Oberschule, Abschluss: 10. Klasse) und eine EOS (Erweiterte Oberschule; Abschluss: 12. Klasse). Die Zahl der Schüler nahm ab 1961 wieder stark zu, daher wurde zur Entlastung 1968 die Wilhelm-Pieck-Oberschule eröffnet. Gleich daneben entstand damals eine große Kindereinrichtung. 1980 folgt der Bau der Schule-Nord (die heutige Freiherr-von-Rochow-Schule) als Polytechnische Oberschule.
Die Aufnahme der Fernwärmeversorgung in Pritzwalk erfolgte 1967. Weitere bedeutende öffentliche Bauwerke der Zeit die neu errichtet wurden waren: der neue Bahnhof und das Stadion der Freundschaft 1955, das Kulturhaus 1959, der Stadtteil „Zur Hainholzmühle“ 1960, das Feuerwehrhaus 1962, die Großbäckerei 1965, das Freibad im Hainholz 1969 samt städtisches Ferienlager, die Turnhallen 1970 und 1971 und die Bibliothek 1978.
Die innerstädtische Bausubstanz verschlechterte sich aufgrund geringer übergeordneter Baumittelzuweisungen. Letztlich entstanden neue Strukturen vor allem in den peripheren Stadtgebieten, während das Zentrum nur vereinzelte neue Baustrukturen erhielt. Nach Beginn des Wohnungsbauprogramms der DDR folgte auch baupolitisch eine Übertragung der Leitlinien auf die Kleinstadtentwicklung. Nunmehr entstanden in den Kleinstädten, die Kreisstadtfunktion hatten, kleinere DDR-Neubaugebiete in Plattenbauweise, entsprechend der Großsiedlungspolitik. Ab 1970 entstand der neue Stadtteil „Pritzwalk-Nord“ im Rahmen des zentralen Wohnungsbauprogramms zur „Lösung der Wohnungsfrage als sozialem Problem“. Diese Plattenbausiedlung prägt bis heute das Stadtbild. Auch der Einfamilienhausbau wurde wieder in größerem Umfang gefördert, in dessen Folge in den größeren Kleinstädten mit Kreisstadtfunktion kleinere Einfamilienhaussiedlungen entstanden und ansonsten einzelne Eigenheime in innenstadtnahen Lagen der Altstädte errichtet wurden. Rechts und links der Straße nach Perleberg wurden in gesonderten Eigenheimsiedlungen zahlreiche Eigenheime nach den Formvorgaben der EW-Typenreihe aber auch modern wirkende und an den Bauhausstil angelehnte Flachdach-Bungalowhäuser in Betonoptik errichtet.
Das vom Politbüro der SED beschlossene Wirtschaftskonzept unter dem Schlagwort „Industrialisierung des Nordens“ hatte für Pritzwalk weitreichende Folgen. Mit dem Zahnradwerk Pritzwalk (ZWP), das 1969 den Betrieb aufnahm, wurde in der vorwiegend agrarwirtschaftlich geprägten Region die Schwerindustrie angesiedelt. Für die Werksbelegschaft und ihre Familien wurde eigens der Stadtteil Pritzwalk-Nord mit mehr als 30 mehrgeschossigen Plattenbauten errichtet.
Am 6. November 1989 versammelten sich rund 2000 Bürger zu einem Friedensgebet des Neuen Forums in der Pritzwalker Nicolaikirche. Im Anschluss fand ein Schweigemarsch statt – der, um den staatlichen Sicherheitskräften keinen Vorwand zu liefern, bei der Polizei angemeldet war. Rund 2000 Demonstranten zogen am Abend des 6. Novembers 1989 friedlich durch die Pritzwalker Innenstadt. Nur wenige Tage vor dem Fall der Mauer waren die Forderungen auf der größten Demonstration im Pritzwalker Herbst 1989:
- Zulassung des Neuen Forums,
- Abschaffung des Führungsanspruchs der SED und
- Auflösung des MfS.

Als sich am 21. November 1989 das Neue Forum Pritzwalk konstituierte, trat am gleichen Abend das damalige Sekretariat der SED-Kreisleitung Pritzwalk zurück. Die politischen Machtverhältnisse im Kreis hatten sich grundlegend gewandelt. Ende November 1989 gründete sich auch im Zahnradwerk Pritzwalk – dem Pritzwalker „Zentrum der Arbeiterklasse“ – eine „Betriebsgruppe Neues Forum“.

### Verwaltungsgeschichte
Pritzwalk gehörte seit 1817 zum Landkreis Ostprignitz in der preußischen Provinz Brandenburg, wurde 1952 Kreisstadt des Kreises Pritzwalk im DDR-Bezirk Potsdam, bis es 1993 Teil des Landkreises Prignitz wurde.
Pritzwalk wurde 1993 um Schönhagen, Ende 2001 um Giesensdorf und Ende 2002 um weitere zehn Gemeinden vergrößert. Mit den Eingemeindungen 2002 wurde gleichzeitig das Amt Pritzwalk-Land aufgelöst.
Bereits am 1. Juli 1950 und am 1. Januar 1974 gab es Eingemeindungen auf dem Gebiet der heutigen Stadt Pritzwalk.
| Ehemalige Gemeinde | Datum             | Anmerkung                                     |
| ------------------ | ----------------- | --------------------------------------------- |
| Alt Krüssow        | 31. Dezember 2002 |                                               |
| Beveringen         | 31. Dezember 2002 |                                               |
| Bölzke             | 1. Januar 1974    | Eingemeindung nach Kemnitz                    |
| Buchholz           | 31. Dezember 2002 |                                               |
| Falkenhagen        | 31. Dezember 2002 |                                               |
| Giesensdorf        | 31. Dezember 2001 |                                               |
| Kemnitz            | 31. Dezember 2002 |                                               |
| Könkendorf         | 1. Juli 1950      | Eingemeindung nach Wilmersdorf                |
| Mesendorf          | 31. Dezember 2002 |                                               |
| Neu Krüssow        | 1. Juli 1950      | Eingemeindung nach Wilmersdorf                |
| Sadenbeck          | 31. Dezember 2002 |                                               |
| Sarnow             | 1. Januar 1974    | Eingemeindung nach Buchholz                   |
| Schönhagen         | 6. Dezember 1993  |                                               |
| Seefeld            | 31. Dezember 2002 | vorher zur Gemeinde Klein Woltersdorf gehörig |
| Steffenshagen      | 31. Dezember 2002 |                                               |
| Wilmersdorf        | 31. Dezember 2002 |                                               |

## Bevölkerungsentwicklung
| Jahr | Einwohner |
| ---- | --------- |
| 1730 | 1 727     |
| 1740 | 1 679     |
| 1750 | 1 660     |
| 1770 | 1 647     |

| Jahr | Einwohner |
| ---- | --------- |
| 1875 | 5 760     |
| 1890 | 6 369     |
| 1910 | 8 018     |
| 1925 | 8 453     |
| 1933 | 8 738     |
| 1939 | 8 923     |

| Jahr | Einwohner |
| ---- | --------- |
| 1946 | 09 416    |
| 1950 | 09 958    |
| 1964 | 09 867    |
| 1971 | 10 742    |
| 1981 | 12 404    |
| 1985 | 12 368    |

| Jahr | Einwohner |
| ---- | --------- |
| 1990 | 12 070    |
| 1995 | 11 317    |
| 2000 | 10 768    |
| 2005 | 13 336    |
| 2010 | 12 598    |
| 2015 | 11 922    |

| Jahr | Einwohner |
| ---- | --------- |
| 2020 | 11 870    |
| 2021 | 11 741    |
| 2022 | 11 979    |
| 2023 | 11 935    |
| 2024 | 11 866    |

Gebietsstand des jeweiligen Jahres, Einwohnerzahl: Stand 31. Dezember (ab 1991), ab 2011 auf Basis des Zensus 2011, ab 2022 auf Basis des Zensus 2022

## Politik

### Stadtverordnetenversammlung

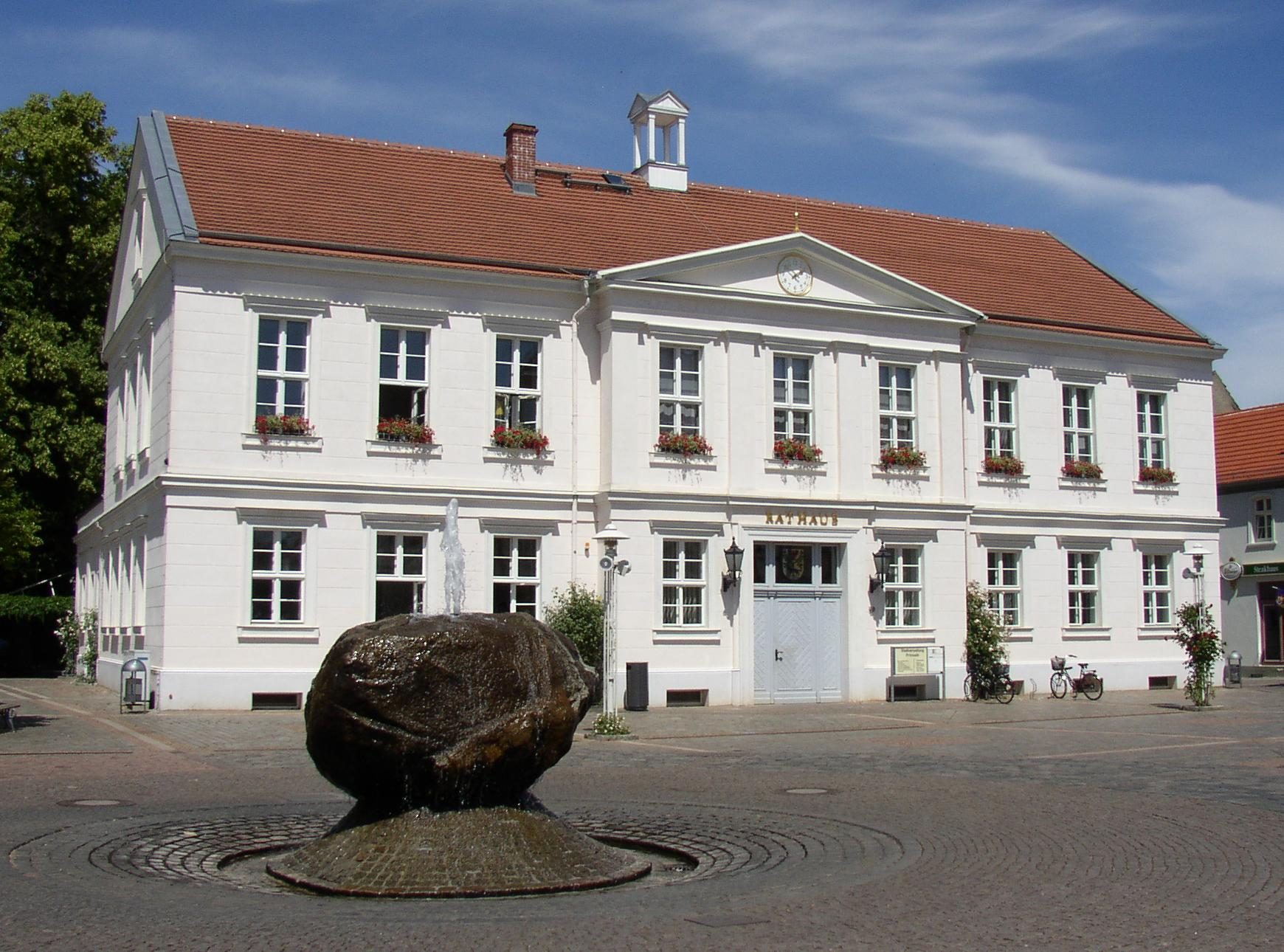
Rathaus

Die Stadtverordnetenversammlung von Pritzwalk besteht aus 22 Stadtverordneten sowie dem hauptamtlichen Bürgermeister. Die Kommunalwahl am 9. Juni 2024 führte bei einer Wahlbeteiligung von 59,5 % zu folgendem Ergebnis:
| Partei / Wählergruppe             | Stimmenanteil 2019 | Sitze 2019 |  | Stimmenanteil 2024 | Sitze 2024 |
| --------------------------------- | ------------------ | ---------- |  | ------------------ | ---------- |
| AfD                               | 06,9 %             | 1          |  | 22,0 %             | 5          |
| SPD                               | 16,5 %             | 4          |  | 20,1 %             | 4          |
| Bauern und ländliche Region (BLR) | –                  | –          |  | 17,1 %             | 4          |
| Freie Wähler Pro Prignitz         | 18,7 %             | 4          |  | 12,7 %             | 3          |
| CDU                               | 15,2 %             | 3          |  | 12,1 %             | 3          |
| Bürgerbündnis Prignitz (BüP)      | –                  | –          |  | 09,0 %             | 2          |
| FDP                               | 12,9 %             | 3          |  | 06,9 %             | 1          |
| Die Linke                         | 16,6 %             | 4          |  | –                  | –          |
| Bürgerstimme für Pritzwalk        | 09,3 %             | 2          |  | –                  | –          |
| Kreisbauernverband Prignitz       | 03,9 %             | 1          |  | –                  | –          |
| Insgesamt                         | 100 %              | 22         |  | 100 %              | 22         |

### Bürgermeister
- 1990–2018: Wolfgang Brockmann (FDP)[82]
- seit 2018: Ronald Thiel (parteilos)

Thiel wurde am 24. September 2017 mit 54,5 % der gültigen Stimmen gewählt. Seine Amtszeit beträgt acht Jahre.

### Wappen
| Wappen von Pritzwalk | Blasonierung: „In Silber eine belaubte und bewurzelte grüne Linde, in deren Krone ein roter Adler schwebt; vor dem Stamm ein schreitender schwarzer Wolf.“ |
| Wappen von Pritzwalk | Wappenbegründung: Der sogenannte Märkische Adler ist das Wappentier Brandenburgs und symbolisiert die Unabhängigkeit der Stadt und ihre direkte Unterstellung unter den Markgrafen. Wolf und Linde im redenden Wappen werden gedeutet als Versinnbildlichung des Stadtnamens slawischen Ursprungs: „Pritz-walk“ (nach neueren Forschungen unzutreffend) übersetzt mit „Geh weg, Wolf“, wobei diese das Heidentum (Wolf) und Christentum (Linde) symbolisieren könnten. Das Wappen wurde am 7. Januar 1994 durch das Ministerium des Innern genehmigt. |

### Flagge
„Die Flagge ist Rot – Grün (1:1) gestreift und mittig mit dem Stadtwappen belegt.“

### Dienstsiegel
Das Dienstsiegel zeigt das Wappen der Stadt mit der Umschrift STADT PRITZWALK • LANDKREIS PRIGNITZ.

### Städtepartnerschaft
Eine Partnerschaft besteht mit der niedersächsischen Stadt Winsen (Luhe).

## Sehenswürdigkeiten und Kultur
In der Liste der Baudenkmale in Pritzwalk stehen die in der Denkmalliste des Landes Brandenburgs eingetragenen Baudenkmale.

### Bauwerke
- Rathaus (Baujahr 1840)

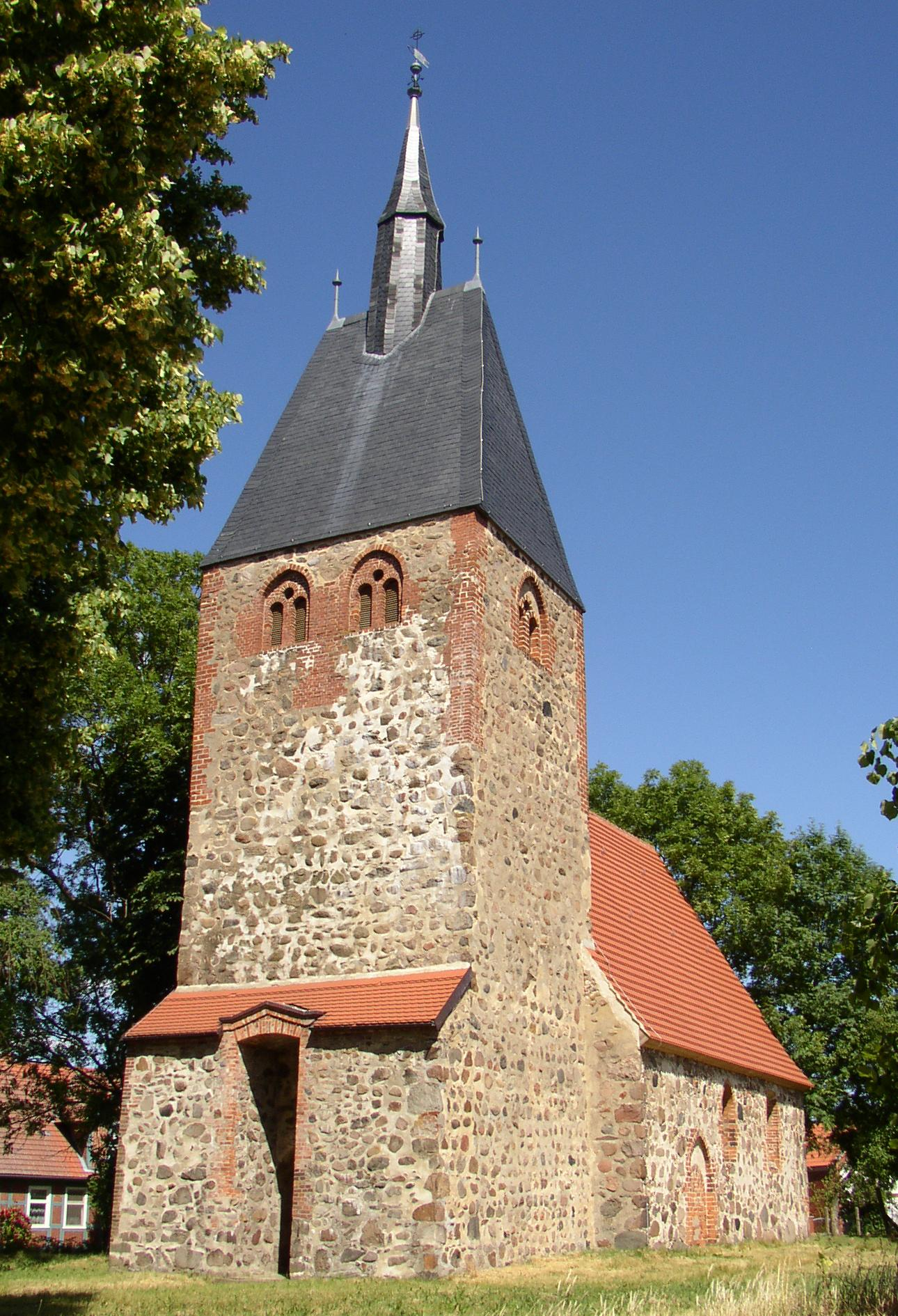
Kirche in Sarnow

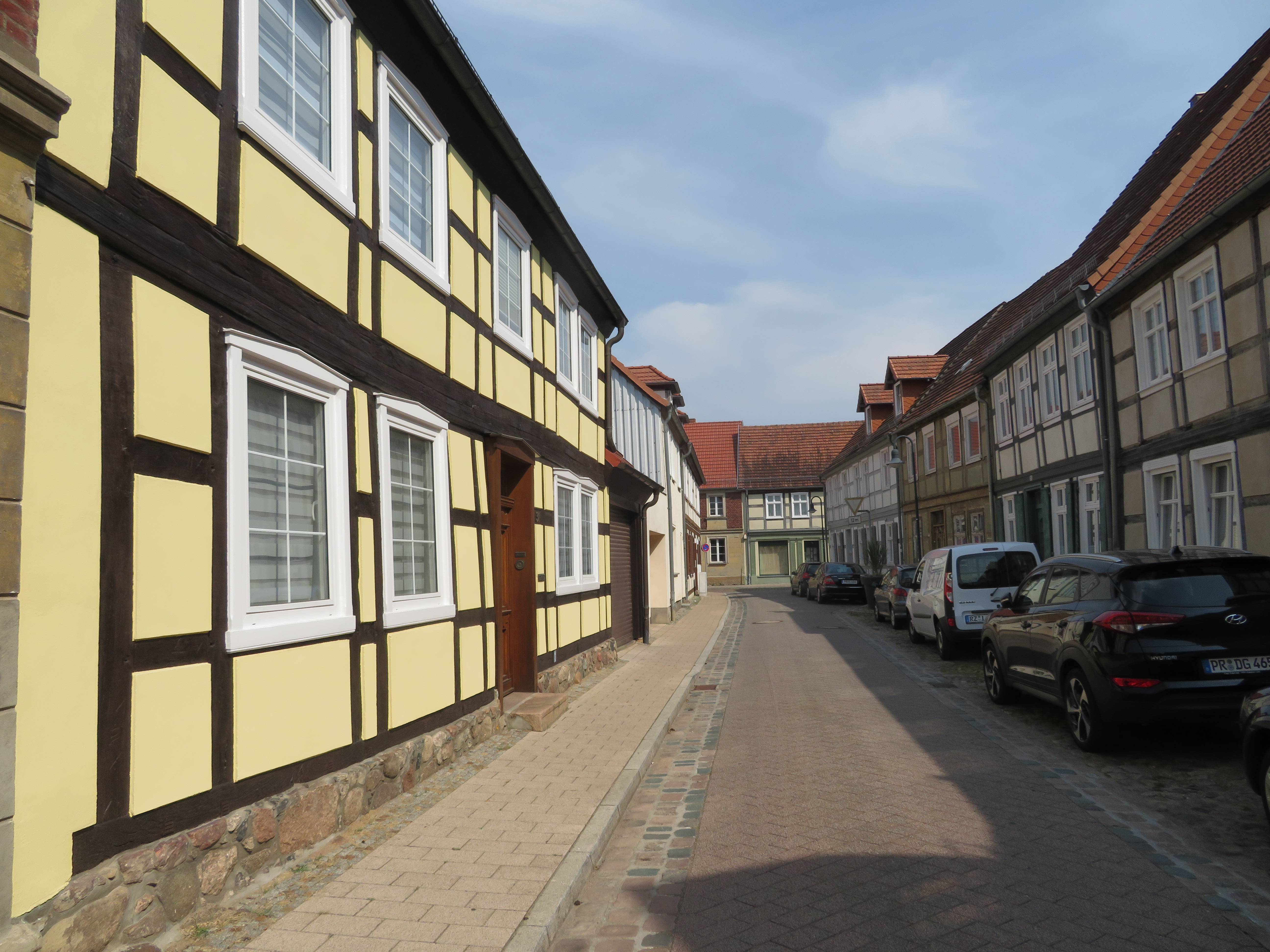
Schützenstraße

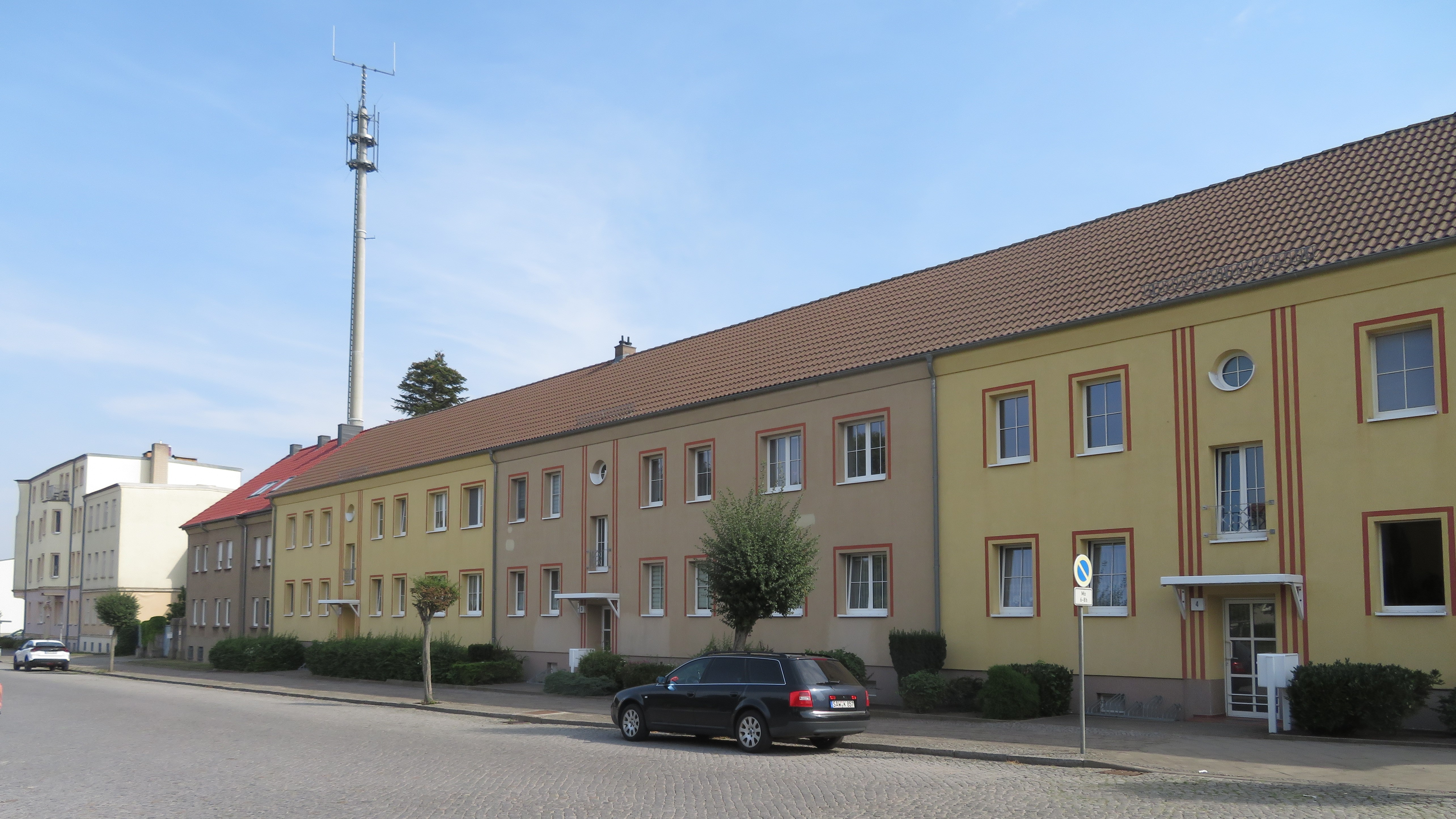
Am Bahnhof

- St. Nikolaikirche (mittelalterlicher Backstein-Hallenbau mit 72 m hohem neugotischem Turm von 1882)[87].
- St. Anna, katholische Kirche von 1905/06.
- Reste der Stadtmauer mit halbrundem Turm (Mittelalter)
- Bismarckturm (Baujahr 1905)
- Mausoleum Quandt (Baujahr 1925–1927)
- ehemalige Tuchfabrik Gebr. Draeger (Quandt) (Baujahr 1870–1940)
- Villa der ehemaligen Brauerei (heute „Haus der Wirtschaft“)
- Kathfelder Mühle
- Johann-Wolfgang-von-Goethe-Gymnasium Pritzwalk (Baujahr 1905):

Das Gebäude im Giesensdorfer Weg wurde 1905 als Mädchen- und Knaben-Schule erbaut. Nach einer umfangreichen Rekonstruktion in den 1990er Jahren sowie einer Gestaltung des Schulgeländes erstrahlt es wieder im alten Glanz. Eine Neueindeckung des Daches erfolgte 2006.
- ehemaliges Amtsgericht (Baujahr um 1900)
- Fachwerkhäuser, z. B. in der Schützenstraße
- ehemalige Landwirtschaftsbank / Poliklinik (Baujahr um 1900)
- Das Gebäude der 1978 eröffneten Bibliothek steht seit 1999 unter Denkmalschutz.[88]

### Museen
- Das Museum Pritzwalk in Trägerschaft der Gesellschaft für Heimatgeschichte Pritzwalk und Umgebung e. V. befindet sich am Meyenburger Tor 3a. Im Jahre 2018 wurde das vormalige Stadt- und Brauereimuseum im ehemaligen Kontor der Brauerei um Räume der ehemaligen Tuchfabrik Gebr. Draeger erweitert und heißt von seitdem Museumsfabrik Pritzwalk.[89] Schwerpunkte sind die Geschichte der Industrialisierung im ländlichen Raum in ihren sozialen, technischen und ökologischen Dimensionen sowie die allgemeine Stadtgeschichte seit den frühsten Spuren der menschlichen Besiedlung der Region. Das Museum ist aus dem 1954 von Albert Guthke (1900–1981) gegründeten Heimatmuseum hervorgegangen,[90] das seinerseits aus der Heimatstube mit Sammlungen von Max Petschelt (1866–1945) und Wilhelm Rühe (1882–1951) hervorgegangen ist und Bestände aus dem 1945 zerstörten Heimatmuseum im Kloster Stift zum Heiligengrabe übernommen hat.[91]
- Das Mühlenmuseum Kathfelder Mühle in gleicher Trägerschaft präsentiert als technisches Denkmal die Technik einer Getreidemühle aus den 1930er Jahren. Die Ausstellung informiert über die Geschichte der Wassermühlen in und um Pritzwalk.
- Das Fahrdienstleiterstellwerk Pritzwalk B1 am Westkopf des Bahnhofes Pritzwalk wird derzeit vom Verein Transportpolizei & Eisenbahnmuseum Pritzwalk e. V. zu einem Ausstellungsort der Eisenbahngeschichte der Region umgestaltet. Die Eröffnung des eisenbahnhistorischen Teils ist für den 1. Mai 2025 geplant, der Ausstellungsteil rund um die Transport- und Bahnpolizei folgt später.[92]

### Geschichtsdenkmale

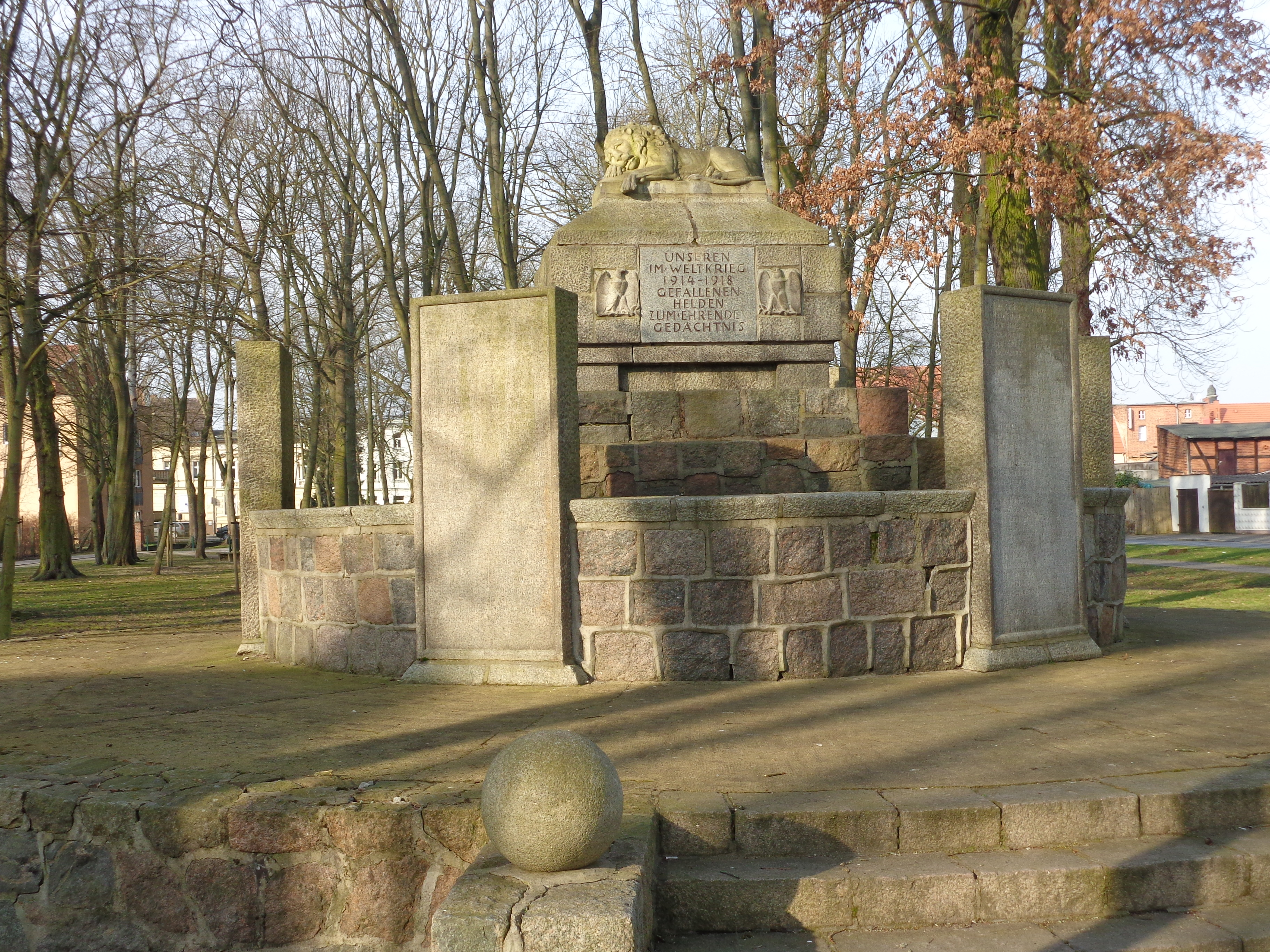
Denkmal für die Gefallenen des Ersten Weltkriegs

- Gedenkstein von 1966 im Bürgerpark an den Antifaschisten Ernst Henkel, der an den Folgen der KZ-Haft 1944 starb
- Ehrenmal von 1947 für die Opfer des Faschismus im Bürgerpark nahe der Havelberger Straße
- Gedenkstätten auf dem Friedhof an der Perleberger Straße für umgekommene polnische Zwangsarbeiter und deutsche Soldaten
- Gedenkstätte auf dem Areal des Jüdischen Friedhofs u. a. für Hermann Calmon, der 1938 im KZ Buchenwald ermordet wurde
- Kriegerdenkmal 1914–1918 am Postplatz
- Baumdenkmal für die Deutsche Einheit auf der Dömitzinsel (Gartenstraße), am 6. Dezember 2014 gepflanzt[93]

### Parks
Die aus dem Mittelalter stammenden Verteidigungsanlagen der Stadt (Stadtmauer mit vorgelagerten Gräben und Wällen) wurden im späten 19. Jahrhundert abgerissen und durch Parkanlagen ersetzt. Diese sind bis heute weitestgehend erhalten und umschließen das Stadtzentrum.

### Kultur
Das Kulturprogramm wird im Wesentlichen durch das Kulturhaus der Stadt Pritzwalk geprägt. Dieses wurde am 21. April 1959 seiner Bestimmung übergeben. Seitdem wurden zahlreiche Musik- und Tanzveranstaltungen durchgeführt. Im Zuge der Umbauarbeiten, die 2003 begannen, wurde im oberen Geschoss ein modernes Kino mit 102 Sitzplätzen eingerichtet.

## Wirtschaft und Infrastruktur

### Wirtschaftsgeschichte
Pritzwalk war für das agrarisch geprägte Umland primäres Versorgungs- und Dienstleistungszentrum. Eine größere Zahl und Bandbreite von Geschäften und Werkstätten hatten ihre Standorte in den Straßen der Altstadt. Darunter zählte eine Reihe von Landmaschinenbau- und Reparaturwerkstätten sowie Mühlen. Die Wolltuchherstellung gehörte neben dem Schuhmacher- und Brauerhandwerk zu den dominierenden Gewerken seit dem Mittelalter. Die Einführung der Gewerbefreiheit und der Siegeszug der maschinellen Produktion führten zu einem Verdrängungswettbewerb, dem nur wenige Betriebe widerstanden. 80 Tuchmachern um 1800 standen 60 Jahre später drei Tuchfabriken in Pritzwalk gegenüber, von denen 1896 schließlich nur noch die Draegersche Tuchfabrik übrig blieb. Ähnlich vollzog sich die Entwicklung im Braugewerbe. Tuchfabriken und Brauereien bestimmten das industrielle Profil Pritzwalks bis 1945. Das um dieselbe Zeit in Betrieb genommene Gaswerk produzierte bis 1981. Nach 1945 setzte in Pritzwalk eine zweite Industrialisierungswelle ein. Der Gebäudekomplex der nach dem Zweiten Weltkrieg enteigneten und demontierten Draegerschen Tuchfabrik nahm in den 1960er Jahren die ersten Werkstätten des neu entstehenden Zahnradwerkes auf. Wenig später entstand vor den Toren der Stadt in Richtung Freyenstein ein moderner Großbetrieb, der mehreren tausend „Zahnradwerker“ beschäftigte. Viele andere volkseigene und genossenschaftliche Betriebe der Konsumgüter- und landtechnischen Industrie entstanden und erlebten in den 1960er und 1970er Jahren eine Erweiterung und Modernisierung wie die Brauerei, der VEB Landtechnik, die Hefefabrik, die Molkerei, die Fleischverarbeitung, die Großbäckerei oder der VEB Berufsbekleidung. Die Brauerei, (Firmierte zuletzt als „Brauhaus Preussen Pils GmbH“) wurde in den 2000ern nach Südafrika verkauft und einschließlich aller Produktionsanlagen demontiert und abtransportiert. Das Zahnradwerk (als Zahnradwerk Pritzwalk GmbH), das zwischenzeitlich vor der Insolvenz stand, ist weiter in Betrieb.

### Wirtschaft
In der Stadt Pritzwalk gibt es zwei Gewerbegebiete, mehrere Gewerbeflächen und einen Gewerbepark.
Das Gewerbegebiet Süd ist durch die Umgehungsstraße B 189 angebunden. Dort haben sich neben die örtliche Verkehrsgesellschaft, einige Autohäuser, Großhändler und Kleingewerbe angesiedelt. Im Gewerbegebiet Ost sind die ZWP Zahnradwerk Pritzwalk GmbH, ein Zweiradhändler, ein Reifendienst und weitere Unternehmen angesiedelt.
Der Gewerbepark Falkenhagen gehört seit der Gemeindegebietsreform ebenfalls zur Stadt Pritzwalk. Dort befinden sich überwiegend Industriebetriebe wie das Unternehmen Glatfelter und die EOP Biodiesel AG, deren Geschäfte nach ihrer Insolvenz 2011 von der neu gegründeten German Bio Fuels GmbH übernommen wurden. E.ON hat dort eine Pilotanlage (Power-to-Gas) zur Herstellung von Wasserstoff aus Windstrom gebaut. Die Anlage gehört heute der Uniper SE, die 2016 von der E.ON SE abgespalten wurde. Seit den 1990er Jahren stellt Nordgetreide in Falkenhagen Frühstückscerealien her.

### Verkehr

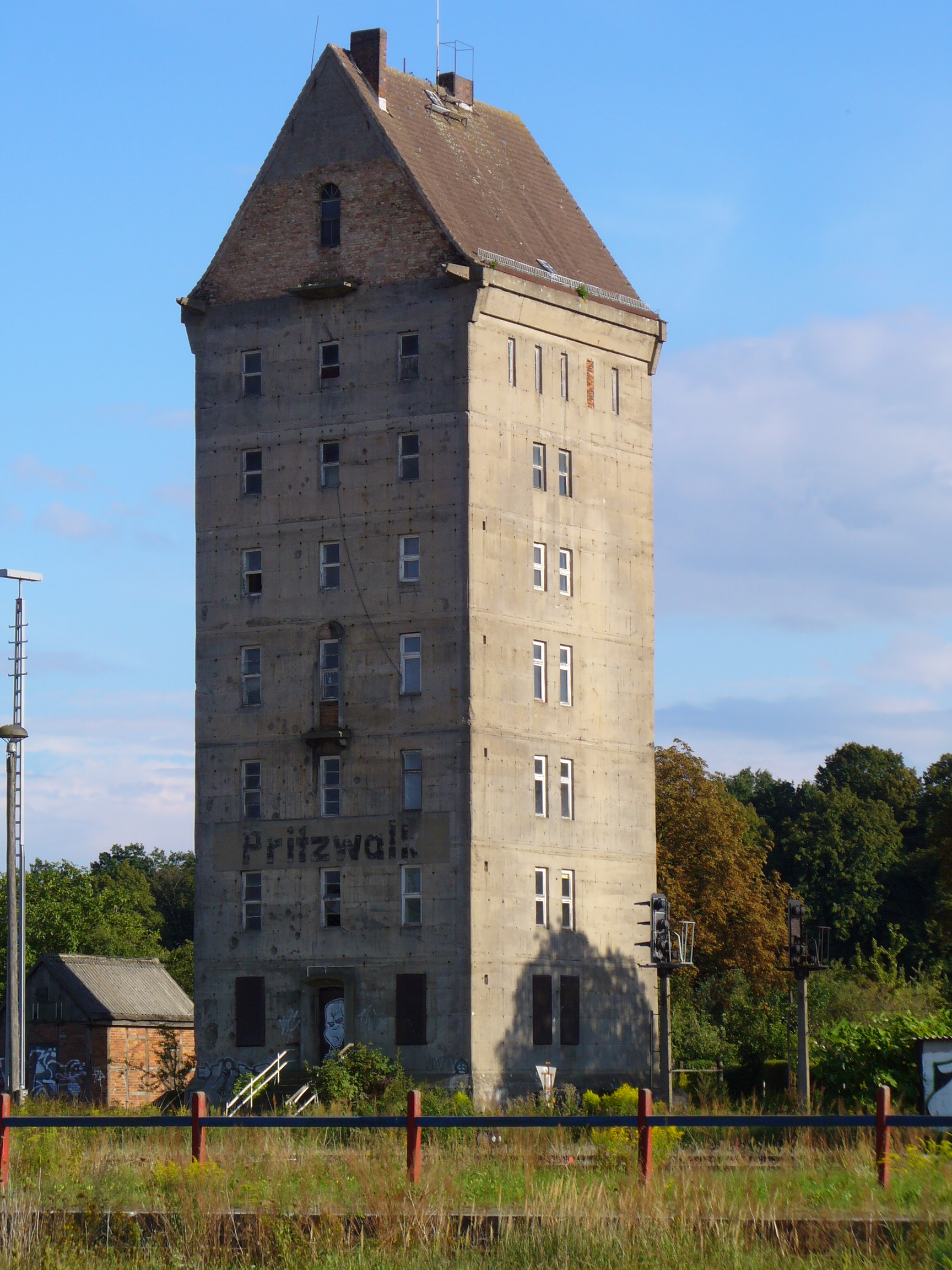
Wasserturm am Bahnhof

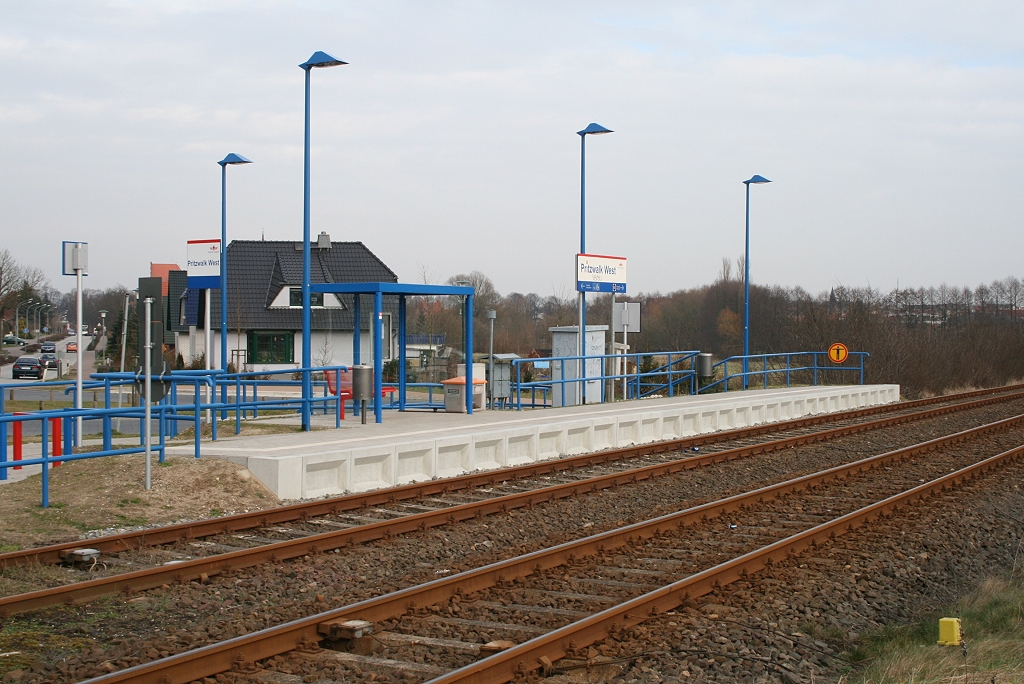
Haltepunkt Pritzwalk-West

Pritzwalk liegt an den Bundesstraßen B 103 (Meyenburg–Kyritz), B 107 (Pritzwalk–Havelberg) und B 189 (Perleberg–Wittstock). Die nächstgelegenen Autobahnanschlussstellen sind Meyenburg und Pritzwalk an der A 24 Berlin–Hamburg. Zur Entlastung der Innenstadt ist eine Umgehungsstraße um Pritzwalk Ende 2007 fertiggestellt worden. Sie beginnt hinter Kemnitz, überquert die B 103 und B 189 und endet an der B 103 im Norden der Stadt.
Der 1886 eröffnete Bahnhof Pritzwalk ist Knotenpunkt der Eisenbahnstrecken Wittenberge–Wittstock (Dosse) und Meyenburg–Neustadt (Dosse). Er wird von der Regional-Express-Linie RE 6 Wittenberge–Berlin-Charlottenburg (Prignitz-Express) sowie den Regionalbahnlinien RB 73 Pritzwalk–Neustadt (Dosse) und RB 74 Pritzwalk–Meyenburg (saisonal an Wochenenden bis Plau am See) bedient. Die Züge der RB 73 halten auch an den Haltepunkten Sarnow und Bölzke, die der RB 74 an den Haltepunkten Pritzwalk Hainholz und Falkenhagen Gewerbepark Prignitz. Montags bis Freitags (außer in den Schulferien) fahren einzelne Züge bis nach Pritzwalk West.
Der Personenverkehr nach Putlitz auf der ausschließlich für Schülerfahrten der Linie VGP 70 genutzten Strecke Bahnstrecke Pritzwalk–Suckow wurde durch die Eisenbahngesellschaft Potsdam in Zusammenarbeit mit dem Putlitz-Pritzwalker Eisenbahnförderverein betrieben. Die Einstellung dieser Verbindung war zunächst für Dezember 2012 geplant. Nachdem sich die Stadt Putlitz bereit erklärte, 10.000 € zur Streckenabsicherung beizusteuern, wurde der Eisenbahnbetrieb bis zum Fahrplanwechsel 2014 verlängert. Im Gegenzug wurde der Busverkehr Richtung Putlitz leicht ausgedünnt. Mit Wirkung zum 31. Juli 2016 wurde der Verkehr endgültig eingestellt. Die Strecke ist seit Anfang 2023 zwischen dem Bahnübergang Pritzwalk Giesensdorfer Weg und einem kurzen Abschnitt vor Putlitz abgebaut worden.
Ab dem Sommer 2023 bis zum späten Frühjahr 2024 wurden der Bahnhof Pritzwalk und die Strecken nach Wittenberge bzw. Neuruppin grundlegend saniert und umgebaut. Dabei wurden der Lokschuppen und das kleine Wärterstellwerk Pritzwalk W2 am Ostkopf des Bahnhofes abgerissen. Auch der Fußgängertunnel zwischen den Bahnsteigen 1 und 2/3 wurde zurückgebaut und durch einen niveaugleichen Bahnübergang mit Schrankenanlage ersetzt. Im Sommer 2024 erfolgte der Anschluss an das elektronische Stellwerk (ESTW) Neuruppin, womit die beiden Stellwerke des Bahnhofs überflüssig wurden. Die Signalanlagen und Weichen sind seither nur noch fernbedient und -überwacht. Dem Fahrdienstleiterstellwerk Pritzwalk B1 blieb das Schicksal des Abrisses erspart, es wird zu einem Museum umgestaltet.

### Bildung
In Pritzwalk gibt es mehrere Schulen und Ausbildungsstätten.
- Friedrich-Ludwig-Jahn-Schule, Grundschule, die unter anderem eine flexible Schuleingangsphase (FLEX) bietet. Seit dem Schuljahr 2008/09 befindet sie sich im ehemaligen Gesamtschulgebäude im Osten der Stadt.
- Herbert-Quandt-Grundschule
- Johann-Wolfgang-von-Goethe-Gymnasium, Abiturausbildung seit den 1950er Jahren. Das Gymnasium hat seinen Schwerpunkt auf eine mathematisch-naturwissenschaftliche Ausbildung gelegt. Die Zusammenarbeit mit Partnern aus Wirtschaft und Gesellschaft wird intensiviert. Zum Schuljahr 2008/09 wurde ein Ganztagsbetrieb in offener Form eingerichtet. Zum Schuljahr 2009/10 verbesserten sich die Bedingungen durch den Neubau einer Mensa und von zwei Unterrichtsräumen für den Kreativbereich weiter. Gleichzeitig wurde das gesamte Gebäude vernetzt, so dass von jedem Unterrichtsraum moderne Kommunikation möglich ist.
- Freiherr-von-Rochow-Oberschule (ehemalige Realschule), Ganztagsschule, Schwerpunkt der Ausbildung ist der multimediale Einsatz von Computertechnik in allen Bereichen des Unterrichtes sowie das Praxislernen
- Schule mit dem sonderpädagogischen Förderschwerpunkt „Lernen“
- Abteilung II des Oberstufenzentrums Prignitz, bietet diverse Bildungsgänge mit Schwerpunkt Wirtschaft, Verwaltung und Agrarwirtschaft
- KMG Bildungsakademie gGmbH, Schule zur Ausbildung von Kranken- und Altenpflegern, die praktische Ausbildung findet in KMG-Einrichtungen der gesamten Prignitz statt
- Bildungsgesellschaft mbH Pritzwalk, 1991 zur Förderung der beruflichen Ausbildung gegründet, heute kümmert sie sich neben der Ausbildung schulisch Benachteiligter auch um die berufliche Begabtenförderung in Zusammenarbeit mit der Fachhochschule Brandenburg

### Medizinische Versorgung
Die KMG Kliniken SE betreibt in Pritzwalk ein Klinikum mit Schwerpunkten im chirurgischen, gynäkologischen und geriatrischen Bereich.
Vor Ort finden sich u. a. Fachärzte für Augenerkrankungen, Gynäkologie, Hauterkrankungen, HNO, Kinder sowie Allgemeinmediziner und Zahnärzte.

### Freizeit und Sport
Das Pritzwalker Hainholz am Nordrand von Pritzwalk ist ein Naherholungsgebiet mit Waldschwimmbad, Wald- und Abenteuerlehrgarten, Streichelzoo und Skateranlage. Die Prignitzer Eisenbahn GmbH hat vom 1. Juni bis 18. September einen Haltepunkt im Hainholz eingerichtet. Für Rundflüge und sonstige Flugsportaktivitäten stehen insbesondere an den Wochenenden der Flugplatz Pritzwalk-Sommersberg und das Segelfluggelände Pritzwalk-Kammermark zur Verfügung.
Im Ortsteil Sadenbeck waren die nach dem Ort Kuckuck benannten Prignitzer Kuckuck Kickers beheimatet. Zu dem zwischenzeitlich fünftklassigen Verein wechselten vorübergehend vergleichsweise viele brasilianische Fußballspieler.
Im März 1961 fand im Pritzwalker Stadion der Freundschaft (heute Dinnebier-Arena) die Oberliga-Begegnung zwischen Empor Rostock und Rotation Leipzig statt. Vor 3500 Zuschauern siegten die Rostocker mit 2:1.

### Feuerwehr
Die Pritzwalker Freiwillige Feuerwehr bekam in den 1950er Jahren als Feuerwehr der Kreisstadt größere Aufgabengebiete übertragen. Die Feuersicherheitskommission der Stadt hatte bereits im August 1947 beschlossen, dass die drei Wasserwagen der Stadt, die in den Stadtwerken stationiert waren, für besondere Zwecke der Feuerwehr zugeteilt werden. 1950 bekam die Pritzwalker Feuerwehr ihr erstes Löschfahrzeug nach dem Krieg. Es war kein richtiges Löschfahrzeug, sondern nur ein umgebauter Wehrmachtskrankenwagen (vermutlich Opel-Blitz). 1958 folgte die Anschaffung des ersten Tanklöschfahrzeugs in Pritzwalk, das TLF 15 auf Fahrgestell H3A. 1963 wurden die Organisationsstrukturen der Feuerwehren verbessert. Es wurden Wirkungsbereiche (jeweils 6 bis 10 Feuerwehren) und übergeordnete Wirkungsbereichsleitungen gebildet. Nach der Anschaffung zweier weiterer TLF folgte 1965 die Übergabe des neuen Feuerwehrhauses in der Poststraße. Die Kameraden legten bei der Errichtung selbst mit Hand an. Im gleichen Jahr folgt die Bildung der AG „Junge Brandschutzhelfer“ (ähnlich einer Jugendfeuerwehr). 1968 bildete die Feuerwehr Pritzwalk die erste Frauengruppe. Die Frauen verrichten ihren Dienst in den Bereichen vorbeugenden Brandschutz, als Einsatzkräfte oder Maschinisten. 1981 dienten in der Feuerwehr 81 aktive Mitglieder: davon 14 Frauen, 7 Ehrenmitglieder, 2 Gruppen „Junge Brandschutzhelfer“ und 1 AG „Brandschutz“. Der Fahrzeugstock umfasste ein TLF 16 (Tanklöschfahrzeug), ein LF 16 (Löschfahrzeug), ein LF 8 (Löschfahrzeug), ein KLF (Kleinlöschfahrzeug), ein SBA 4,5 (Schaumbildneranhänger 450 l), ein PG 210 (Pulverlöschgerät 210 kg), ein STA (Schlauchtransportanhänger).

## Persönlichkeiten

### Söhne und Töchter der Stadt

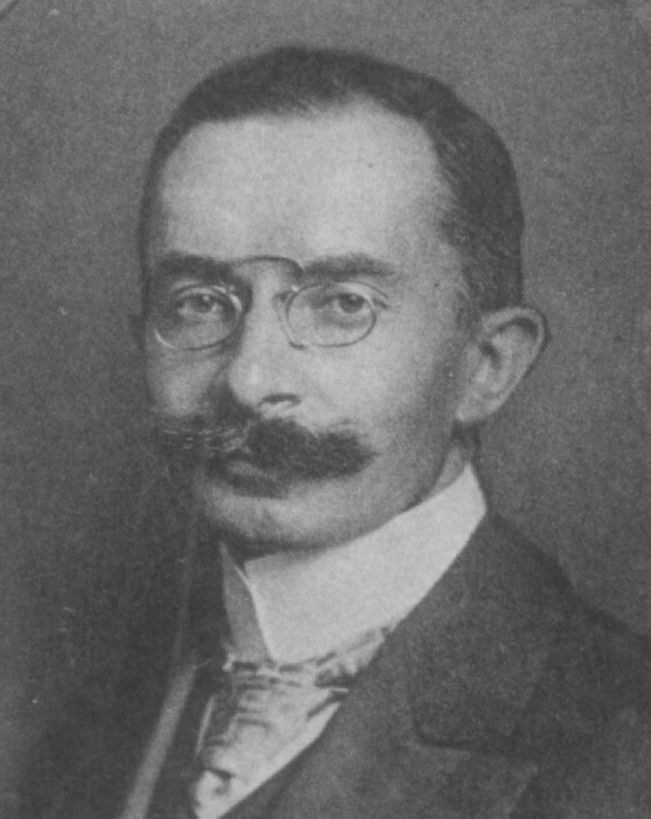
Gerhart Bollert

- Johannes Garcaeus der Ältere (1502–1558), lutherischer Theologe
- Zacharias Garcaeus (1544–1586), Lehrer und Historiker
- Karl Witte (1767–1845), Pädagoge
- Karl Friedrich von Flotow (1791–1871), preußischer Generalmajor
- Justus Wilhelm Breithaupt (1809–1903), deutscher Richter und Politiker
- Heinrich Gätke (1814–1897), Ornithologe
- Emil Quandt (1849–1925), Industrieller
- Hermann von Grauert (1850–1924), Historiker
- Gustav Gotthilf Winkel (1857–1937), Verwaltungsjurist
- Walter Stahlberg (1863–1951), Lehrer und Geograph
- Wilhelm Brecour (1866–1940), Politiker (SPD), 1919–1932 Mitglied des Preußischen Landtages
- Heinrich Hellhoff (1868–1914), Maler
- Gerhart Bollert (1870–1947), Jurist, 1912–1918 MdR
- Franz John (1872–1952), erster Präsident des FC Bayern München
- Paul Wiggert (1878–1919), Kammermusiker und Komponist
- Günther Quandt (1881–1954), Industrieller
- Paul Schulze (1883–1966), Politiker (DNVP), 1921–1928 MdR
- Martin Wendt (1886–1947), Politiker (NSDAP), SS-Brigadeführer, geboren in Schönhagen
- Walter Granzow (1887–1952), Landwirt und Politiker (NSDAP), SS-Brigadeführer, geboren in Schönhagen
- Johannes Mayer (1893–1963), General der Wehrmacht, geboren in Stepenitz
- Ernst-Günther Baade (1897–1945), Generalleutnant der Wehrmacht, geboren in Falkenhagen
- Herbert Quandt (1910–1982), Industrieller
- Hans-Peter Gensichen (1943–2019), Theologe
- Arne Elsholtz (1944–2016), Synchronsprecher
- Angelika Peter (* 1945), Politikerin (SPD)
- Liane Buhr (* 1956), Ruderin, Olympiasiegerin 1976 und 1980
- Solveig Bolduan (* 1958), Bildhauerin und Keramikerin
- Kathrin Menges (* 1964), Managerin
- Jan Redmann (* 1979), Politiker (CDU)

### Mit Pritzwalk verbundene Persönlichkeiten
- Familie Quandt, Industriellenfamilie, siedelte sich um 1700 in Pritzwalk an
- Albert Guthke (1900–1981), Museologe, lebte in Pritzwalk
- Ingeborg Arlt (* 1949), Schriftstellerin, wuchs in Pritzwalk auf
- Jörg Phil Friedrich (* 1965), Philosoph, wuchs in Pritzwalk auf
- Katrin Lange (* 1971), Politikerin (SPD), lebt in Pritzwalk